# Basilica di San Petronio
La basilica di San Petronio affascinò Giosuè Carducci, che le dedicò la poesia Nella piazza di San Petronio:

Surge nel chiaro inverno la fosca turrita Bologna,
e il colle sopra bianco di neve ride.
È l'ora soave che il sol morituro saluta
le torri e 'l tempio, divo Petronio, tuo;
le torri i cui merli tant'ala di secolo lambe,
e del solenne tempio la solitaria cima.
Il cielo in freddo fulgore adamàntino brilla;
e l'aër come velo d'argento giace
su 'l fòro, lieve sfumando a torno le moli
che levò cupe il braccio clipeato de gli avi.
Su gli alti fastigi s'indugia il sole guardando
con un sorriso languido di vïola,
che ne la bigia pietra nel fosco vermiglio mattone
par che risvegli l'anima de i secoli,
e un desio mesto pe 'l rigido aëre sveglia
di rossi maggi, di calde aulenti sere,
quando le donne gentili danzavano in piazza
e co' i re vinti i consoli tornavano.
Tale la musa ride fuggente al verso in cui trema
un desiderio vano de la bellezza antica.
La basilica di San Petronio è la chiesa più grande di Bologna, in Emilia-Romagna, di cui domina l'antistante in piazza Maggiore. Le sue imponenti dimensioni (132 metri di lunghezza e 60 di larghezza, con un'altezza della volta di 44,27 metri, mentre sulla facciata tocca i 51 metri) ne fanno la sesta chiesa più grande d'Italia (la quinta, se si esclude San Pietro, che dal 1929 fa parte del territorio dello Stato della Città del Vaticano). Con il suo volume di 258.000 m³, la basilica è la chiesa gotica costruita con mattoni più grande del mondo. Ha il titolo di basilica minore.
Non è comunque la chiesa episcopale di Bologna, titolo che spetta alla vicina cattedrale metropolitana di San Pietro.

## Storia

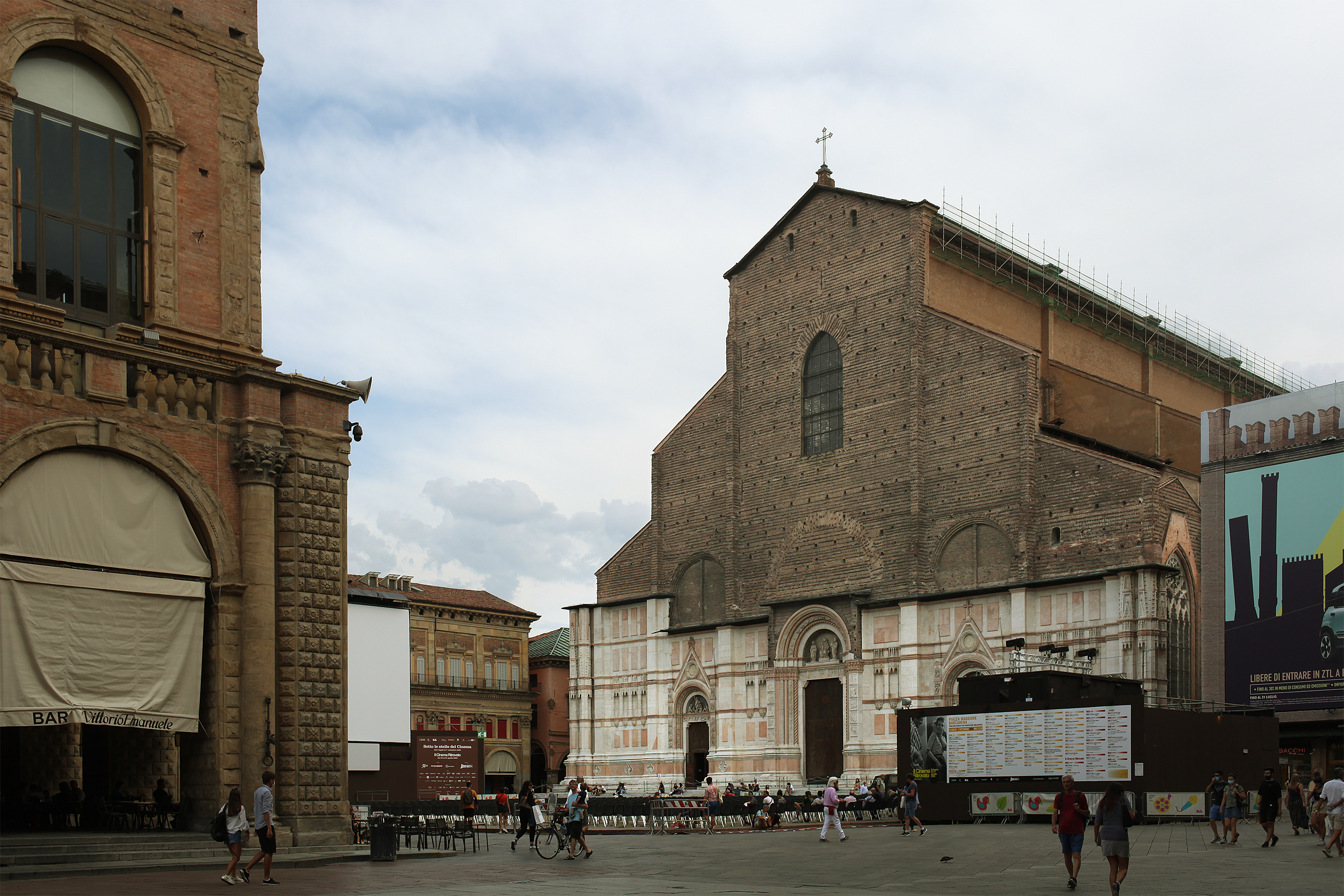
La facciata antistante la piazza. A sinistra uno scorcio di Palazzo Re Enzo.

Dedicata a San Petronio, il santo patrono della città, la sua fondazione risale al 7 giugno 1390 con la posa della prima pietra in una solenne processione.
Nel 1388, il Consiglio del Seicento del Comune di Bologna, in riconoscimento dell'impegno speso dal Vescovo Petronio (V secolo), elevato al rango di Patrono della città nel 1253, decise di iniziare la costruzione di un tempio a lui dedicato.
Si tratta dell'ultima grande opera tardo gotica d'Italia, iniziata poco dopo il Duomo di Milano (1386).

### Il contesto politico
Nel XIV secolo la borghesia artigiana, mercantile e professionistica, aveva sviluppato una sempre maggiore coscienza politica. Imponendosi di fronte alle maggiori famiglie, riuscirono a far risorgere l'antico mito di governo popolare: "il governo del popolo e delle arti", il quale poi formerà il primo Consiglio dei Quattrocento, con sedici gonfalonieri posti a capo dell'organizzazione cittadina e, successivamente, dei Seicento. Il nuovo governo si occupò ben presto di rilanciare il culto di San Petronio (sembra che le prime ipotesi di erigere una chiesa dedicata al santo risalgano al 1307, ma per diverse vicissitudini politiche non ne venne considerata la realizzazione). Nella seconda metà del Trecento erano sorti importanti edifici cittadini: la basilica e l'elegante portico dei Servi per opera di Andrea Manfredi da Faenza, la loggia della Mercanzia e il palazzo dei Notai realizzati da Antonio di Vincenzo. A quel tempo Bologna era una delle città più popolose d'Europa e non poteva rimanere impassibile nei confronti dei due poli politici più vicini: Firenze e Milano. Firenze già da un secolo aveva iniziato la costruzione della sua cattedrale, mentre Milano aveva avviato la fabbrica del duomo nel 1386. Tuttavia, nel caso di Bologna, l'edificio non sarebbe stato costruito per volontà ecclesiastica come Duomo cittadino (peraltro già esistente), ma per volontà civica, come atto sia di fede religiosa che politica, per rappresentare, come un vero e proprio monumento, gli ideali comunali di libertà e autonomia. Alla fine del 1388 viene presa la decisione della costruzione, inserendola il 1º gennaio 1389 in un'apposita rubrica negli statuti della città.

### Il finanziamento

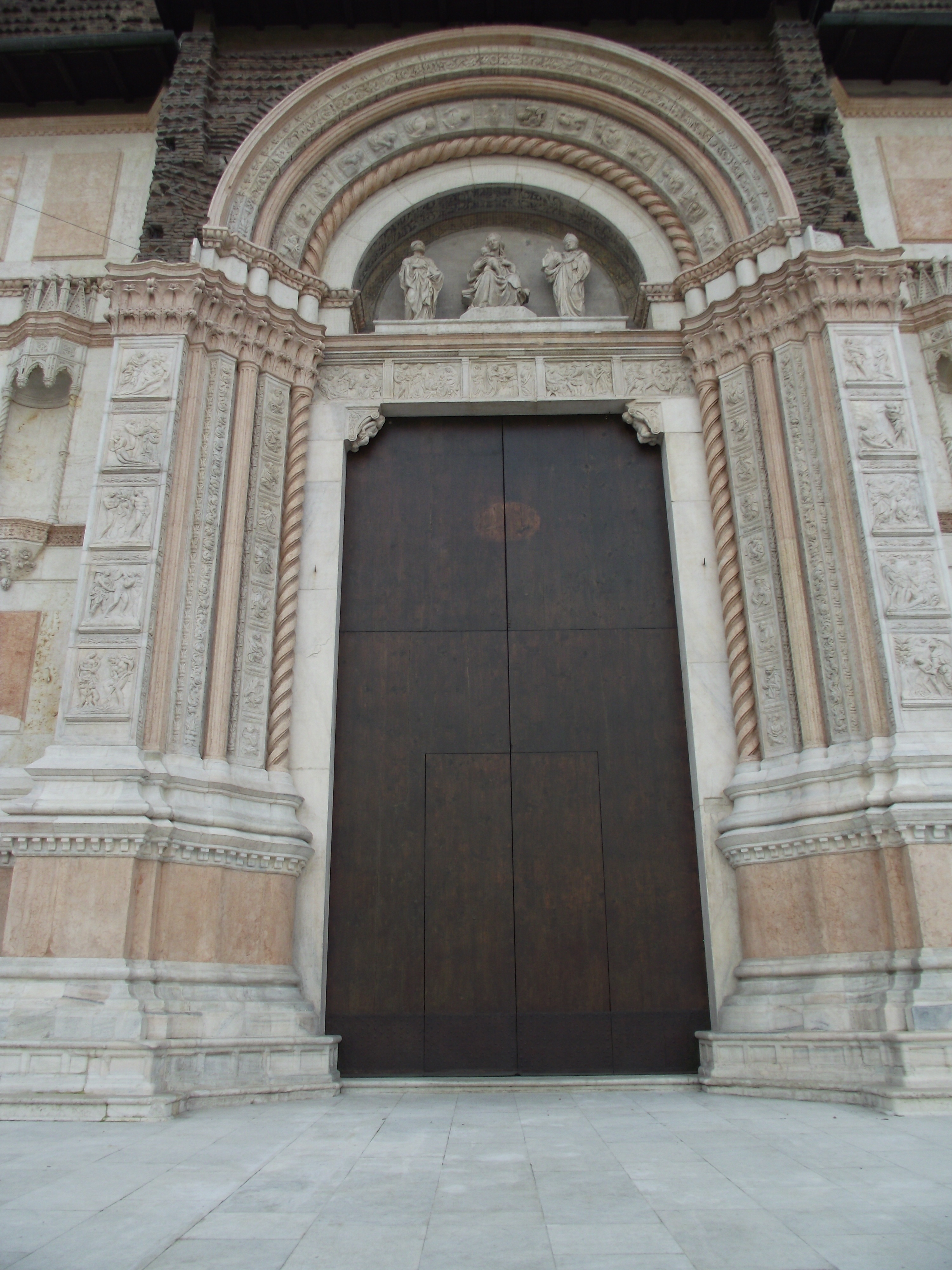
La Porta Magna di Jacopo della Quercia

Nella rubrica vengono fissati anche i primi cespiti per il finanziamento dell'impresa, fra cui una "decima sui legati pii" (una tassa del 10% che colpiva in particolar modo gli ecclesiastici), che rimase in vigore fino al 1741. Non essendo stati interpellati per partecipare alla realizzazione della chiesa, gli ecclesiastici furono molto contrariati, anche e forse soprattutto, per un'iniziativa così diretta e autonoma di intransigente giurisdizionalismo. Nel XV secolo, per aumentare le entrate della fabbrica, vennero create imposte, in base alle pene inflitte, per ogni tipo di grazia da condanna, dai giocatori d'azzardo fino ai condannati a pena capitale. Il 31 gennaio 1390 vengono raccolti i primi fondi.

### Il progetto originale di Antonio di Vincenzo
Il 26 febbraio il Consiglio commissiona a maestro Antonio di Vincenzo la progettazione con la consulenza di padre Andrea Manfredi da Faenza. L'architetto realizza un enorme modello in legno e scagliola in scala 1/12 (circa 15 metri di lunghezza), basandosi su disegni già elaborati, visto che si era già interessato alla progettazione dell'edificio da prima del 26 febbraio. Il modello, incomprensibilmente distrutto assieme ai disegni nel 1402, verrà posizionato nel cortile di Palazzo Pepoli.
Così del progetto originario di Antonio di Vincenzo non si sa nulla se non le dimensioni annotate nei verbali custoditi nella fabbriceria. Si apprende che la Basilica al completo avrebbe dovuto essere lunga 183 metri e con un transetto largo 137 metri. Quindi a croce latina, a tre navate con cappelle laterali (anche nel transetto) e presumibilmente 4 campanili. Adottando il modulo diagrammatico "ad quadratum", la pianta della navata maggiore sarebbe stata cadenzata da 10 campate (ognuna di circa 19 metri di lato) per la lunghezza e da 7 campate per il transetto (con cupola a tiburio esterno). La nona e decima campata avrebbero formato il coro con deambulatorio absidale e cappelle radiali (come nella Chiesa di San Francesco). Ognuno dei 4 campanili si sarebbe dovuto trovare nella rispettiva cappella d'angolo fra il corpo principale ed il transetto. Tuttavia, considerando le 10 campate di 19 metri di lato, è ipotizzabile una lunghezza totale finale di poco oltre i 190 metri per 133 metri di larghezza nel transetto. L'architetto, per gli interni, non voleva eccessi decorativi come fregi, statue o guglie, tipici del gotico ortodosso, che avrebbero fatto perdere il senso strutturale dell'insieme, bensì attraverso la grandiosità, la luminosità delicatamente diffusa, le linee semplici ed essenziali, creare un'atmosfera di sovra realtà, di spazi visivamente indeterminati che riportassero nella mente del visitatore la solennità e compostezza dell'antica Roma. Un concetto che verrà ripreso da Brunelleschi per la grandiosa cupola del Duomo di Firenze e per gli interni delle basiliche di San Lorenzo e di Santo Spirito e che sancirà l'inizio del Rinascimento.

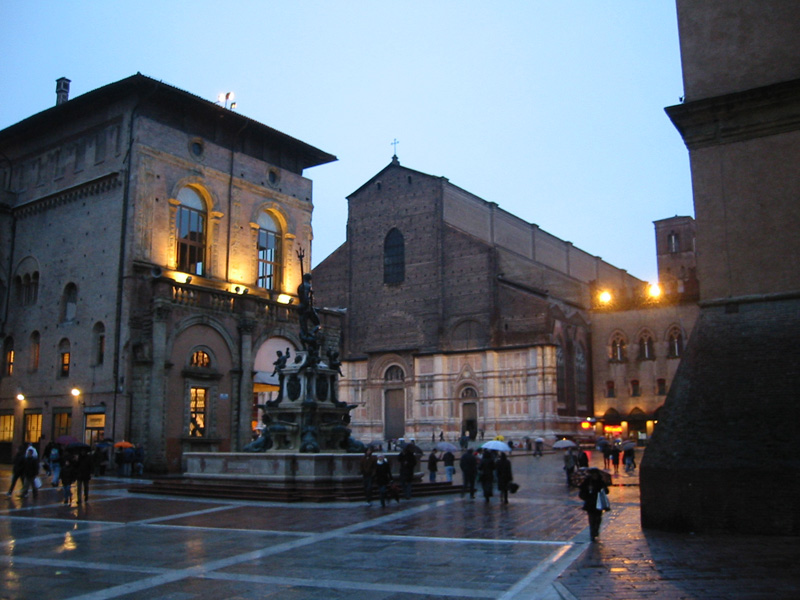
Sullo sfondo: la facciata della chiesa; in primo piano: la fontana del Nettuno

I lavori ebbero inizio con le complesse operazioni di esproprio e abbattimento di numerose insulae della città medievale prospicienti piazza Maggiore; contrariamente alla prassi costruttiva del tempo, il cantiere si sviluppò dalla facciata verso l'abside. Inizialmente vennero realizzate le navate laterali e le relative volte, e sul paramento in mattoni grezzi della facciata fu realizzato un basamento marmoreo, con formelle a bassorilievo (I Santi protettori, secondo la prima versione del progetto 1393) eseguite da maestranze della bottega dei fratelli Dalle Masegne.
Tra il 1401 ed il 1402 muore Antonio di Vincenzo, con le sole due campate compiute, le navatelle e le quattro cappelle laterali. Nel 1403 il Legato pontificio Baldassarre Cossa, acerrimo nemico del Comune e fervente oppositore alla costruzione della basilica, approfittando della morte dell'architetto, vende le pietre, il legname e tutto il materiale edile atto alla continuazione dell'edificazione della chiesa. Nel Concilio di Pisa viene eletto papa (antipapa) Alessandro V ma alla sua morte gli succede proprio il Cossa col nome di Giovanni XXIII. L'antipapa Giovanni XXIII verrà poi deposto dopo il Concilio di Costanza per simonia, scandalo e scisma (e per i fatti di San Petronio). Nel 1425 lo scultore senese Jacopo della Quercia fu incaricato di decorare il portale maggiore con rilievi, che nel 1438 furono però interrotti dalla sua morte.
I lavori di costruzione procedettero a singhiozzo, ma da un documento datato 1469 per la messa in posa della pavimentazione, si apprende che l'altare maggiore era posto a circa 75 metri dalla porta principale, quindi nella quarta campata, per cui a questa data si evince che l'edificio era stato sicuramente completato fino alla quinta campata dov'era situato il momentaneo coro e che fossero già iniziati i lavori per la sesta campata (che sarà poi anche l'ultima). Le cappelle verranno completate successivamente.

### La grande statua in bronzo di Michelangelo

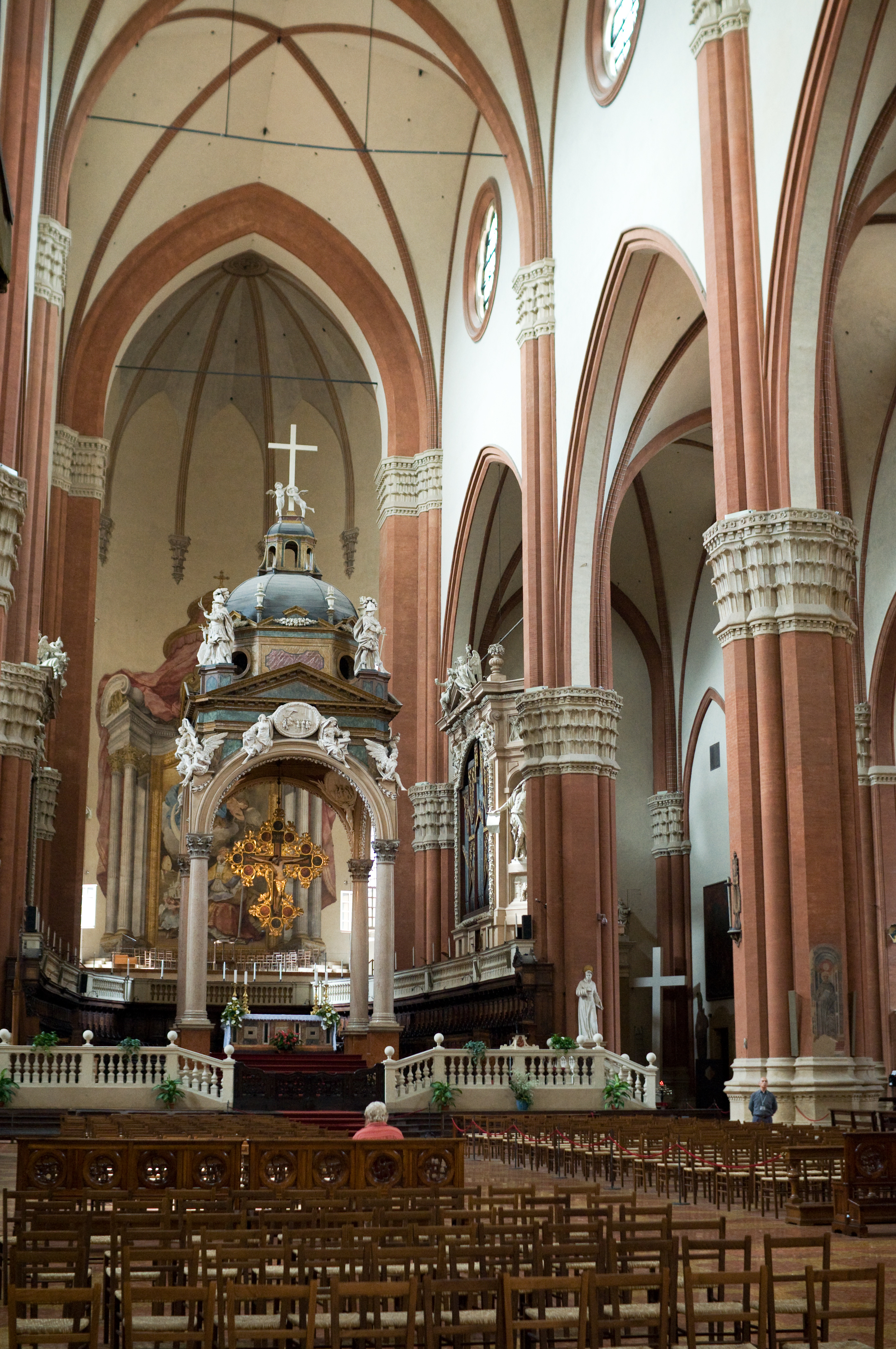
L'altare maggiore e il ciborio del Vignola

Nel 1507 i Fabbricieri di San Petronio incaricarono l'architetto Arduino Arriguzzi, nominato ingegnere della fabbrica, di continuare i lavori della Basilica, soprattutto curando la definizione della decorazione del paramento marmoreo di facciata e la realizzazione dei portali minori (tra il 1518 e il 1530). Il 21 febbraio 1508 viene posta sulla facciata la grande statua in bronzo di papa Giulio II realizzata da Michelangelo (l'unica che fece in bronzo assieme al perduto David De Rohan). Fu un gesto politico chiaro e inequivocabile: con la statua il papa voleva sottolineare che, nonostante la basilica fosse stata creata per volontà civica come simbolo di libertà e autonomia, la città era sotto il dominio papale. La statua venne così distrutta nel 1511 da seguaci dei Bentivoglio (la famiglia venne precedentemente cacciata dopo la conquista di Bologna da parte proprio di Giulio II) mentre i figli di Giovanni erano impegnati nel tentativo, poi fallito, di riappropriarsi della città. I frammenti vennero venduti al duca di Ferrara, Alfonso d'Este, il quale poi li fuse per farne una colubrina alla quale diede il nome di "Giulia".

### Il progetto di Arduino degli Arriguzzi
Il 14 marzo, l'Arriguzzi fu mandato a Firenze per vedere e studiare la cupola del Duomo realizzata da Brunelleschi. Il 30 aprile 1514, ricevette l'incarico di completare la parte meridionale dell'edificio, avviando così la nuova fase incentrata sulla costruzione di una grandiosa cupola poggiante su otto enormi e poderose pilastrate, sulla definizione del transetto con quattro campanili ai lati delle relative facciate, l'ampia abside con deambulatorio e dodici cappelle radiali. Il progetto è documentato da una serie di piante e da un modello ligneo, il tutto visibile al pubblico all'interno del Museo di San Petronio. Il nuovo progetto avrebbe dovuto portare la chiesa a ben 224 metri di lunghezza, e 158 metri di larghezza, per diventare così la più grande basilica della cristianità. Bologna, soprattutto grazie allo Studium (così l'Università era chiamata sino al 1800), era già una delle città più grandi d'Europa, e questo primato avrebbe largamente consolidato il suo potere. Il progetto non verrà mai portato a termine, tuttavia si possono vedere sulle fiancate esterne, vicino all'abside, le bifore d'angolo che avrebbero contraddistinto l'inizio del transetto.

### L'incoronazione di Carlo V Imperatore
Nel 1530 la Basilica godette di un momento di grande notorietà: fu scelta da Carlo V come sede per l'incoronazione a imperatore del Sacro romano impero da parte di Clemente VII il 24 febbraio di quell'anno. A seguito del sacco dei lanzichenecchi, avvenuto nel 1527, l'ipotesi di una incoronazione a Roma era stata scartata e Bologna, che era la seconda città per importanza dello Stato Pontificio, con la magnifica (per quanto largamente incompiuta) basilica di San Petronio, era parsa la scelta più opportuna, anche se fu un modo, neanche troppo mascherato, di ribadire la dominazione papale della città.

### La fine del cantiere: l'Archiginnasio
Papa Pio IV decise di dare la priorità alla costruzione di edifici circostanti, fra cui l'Archiginnasio. L'Archiginnasio, palazzo finanziato interamente da risorse Pontificie e completato nel 1562, venne edificato a soli 12 metri dalla basilica, parallelamente alla navata principale, in modo da sovrapporsi interamente, tagliandolo, al luogo dove avrebbe dovuto essere edificato l'imponente transetto sinistro. In questo modo la realizzazione dell'ambizioso progetto a croce latina veniva di fatto reso impossibile.
Dalla costruzione dell'Archiginnasio, il cantiere conobbe una lunga stasi dovuto soprattutto alla volontà quasi febbrile di vedere ultimata la facciata. Il problema verteva su come terminare il vecchio progetto di Domenico da Varignana, sostenuto a suo tempo da Arduino Arriguzzi. Sarà solo dal 1587 che si inizierà a discutere della copertura della navata centrale.

### Le volte

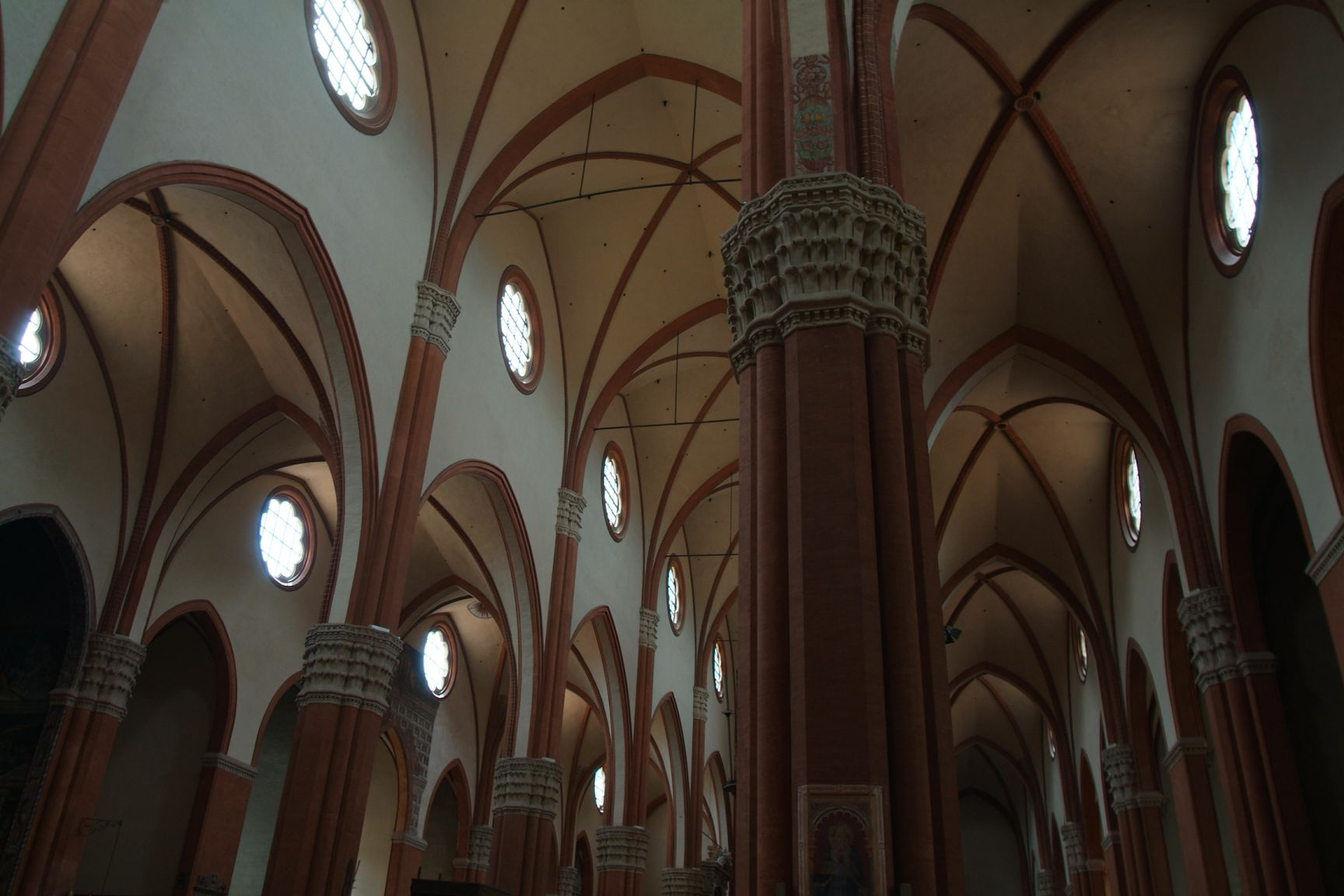
Le volte della navata centrale e delle navatelle

Sul completamento delle volte viene inizialmente presentata una relazione firmata anche da Francesco Morandi detto il Terribilia, il quale riceve l'incarico per la realizzazione. I lavori cominciano dalla quinta campata (l'ultima fino ad allora costruita), innalzando una crociera la cui chiave di volta si trova a 105 piedi e mezzo d'altezza, ovverosia a circa 40 metri. Una volta terminata iniziano lunghissime e violente diatribe sul proseguimento dei lavori. Si costituiscono due parti: una capeggiata dal Terribilia e l'altra da Carlo Carrazzi detto il Cremona, il quale sosteneva che l'altezza delle volte doveva corrispondere all'altezza del triangolo equilatero avente come base la larghezza della facciata, suggerendo un'altezza di 50,73 metri per le volte (da quello che si sa, Antonio di Vincenzo per gli alzati si basò proprio su una diagrammazione "ad triangulum"). Venne così incaricato Floriano Ambrosini di costruire due modelli lignei (visibili nel museo della basilica) accompagnati da un disegno (dal quale venne fatta anche un'incisione), per valutare meglio le due soluzioni. Tuttavia non si pervenne ad una decisione, fino a quando il 7 giugno 1594, Papa Clemente VIII dispose che venisse chiuso il cantiere e venne venduto tutto il materiale edile.
Solo nella prima metà del Seicento ci fu una ripresa del progetto: venne incaricato un architetto forestiero, il romano Girolamo Rainaldi, il quale suggerì, tra il 16 maggio 1625 e il 27 febbraio 1626, una soluzione di compromesso fra il progetto del Terribilia e quello del Cremona, con le volte ad una altezza pari a 116 piedi e mezzo, cioè 44,27 metri, proposta che fu poi finalmente accettata dai fabbricieri. Bisognerà aspettare però una ventina d'anni prima che i lavori inizino e nel 1646, sotto la direzione di Francesco Martini, iniziò il completamento delle volte cominciando dalla prima campata, secondo il progetto di Rainaldi. La quinta campata costruita dal Terribilia venne demolita e la sesta campata venne completata nel 1658. Le volte vennero costruite in muratura, sostituendo man mano la temporanea copertura in legno, in stile gotico nonostante fosse ormai passato di moda, mantenendo così uno stile unitario con il resto della basilica.
Nel 1656 fu costruita l'abside attuale, a chiusura delle navate, senza più ovviamente proseguire i lavori dei transetti, che sono ancora attualmente ben visibilmente solo abbozzati, e incompiuti. Nel 1658 viene pagata la fattura del vetraio per i finestroni del coro e nel 1659 quella per la scalinata dell'altare maggiore. Nel 1662 viene innalzato il ciborio sopra l'altare maggiore e terminato nel 1663. I lavori di edificazione si concludono a questa data.
La basilica, voluta e compiuta dal libero Comune di Bologna, fu trasferita alla diocesi solo nel 1929 e consacrata nel 1954; dal 2000 conserva le reliquie del santo patrono, fino ad allora conservate nella basilica di Santo Stefano.
Scrive Luigi Vignali alla fine del suo libro (La basilica di San Petronio):
"La realizzazione nella nordica Bologna della Basilica petroniana segna la fine di un'era, di un indirizzo stilistico, di una filosofia progettuale, dell'egemonia culturale gotica e quindi del mondo esoterico. Si conclude un'epoca ed ha inizio quel luminoso processo rinascimentale che dall'Italia raggiungerà tutte le contrade d'Europa."

## La facciata
(Cesare Marchi, Grandi peccatori, grandi cattedrali)

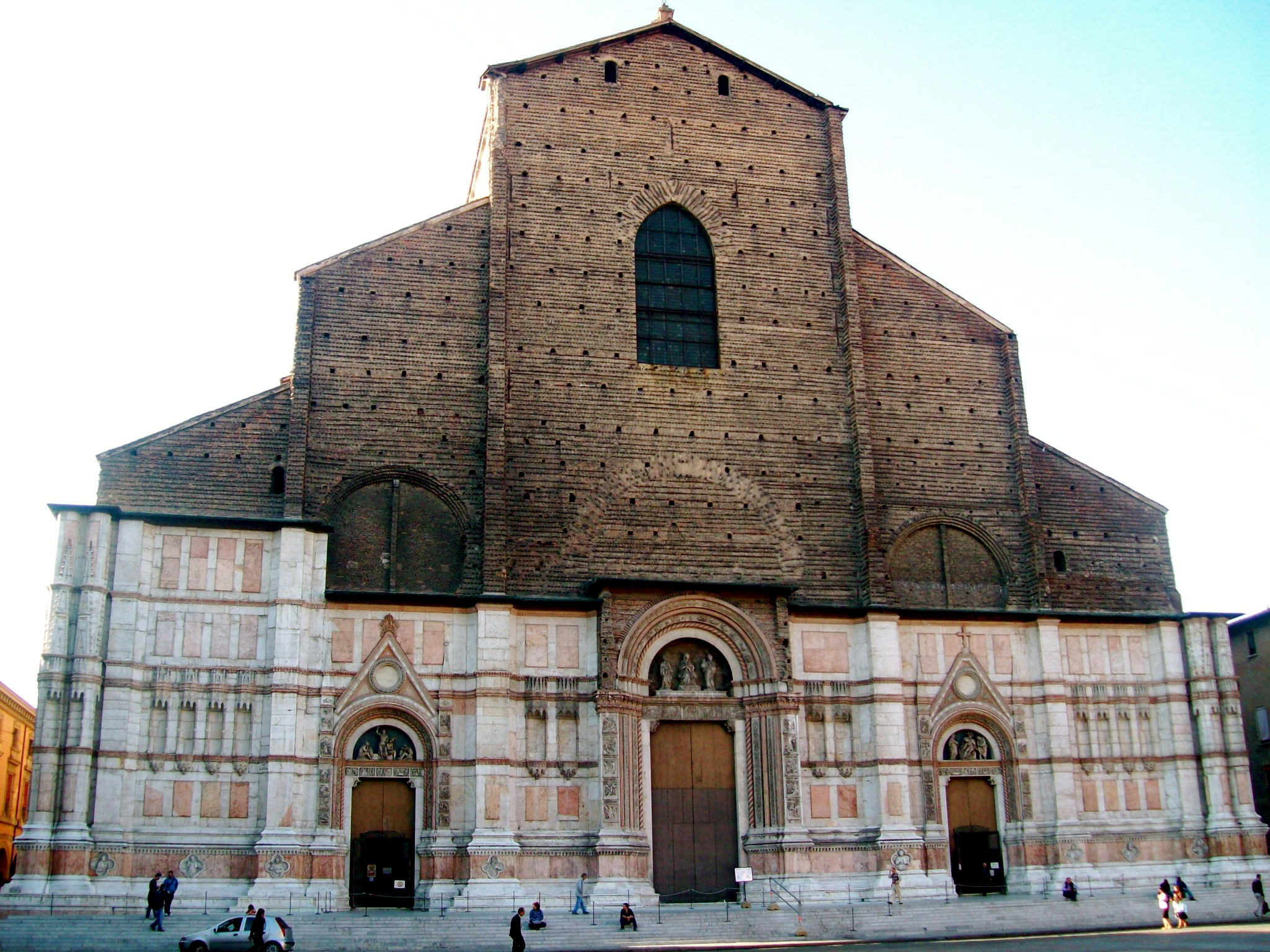
La facciata incompiuta

La facciata incompiuta di San Petronio misura 60 metri di larghezza per 51 metri d'altezza, ed è divisa in due fasce orizzontali: quella inferiore, con le specchiature marmoree eseguite tra la fine del Trecento e gli inizi del Cinquecento, e quella superiore, con materiale laterizio a vista e dal profilo sfaccettato, che avrebbe dovuto consentire l'ancoraggio del rivestimento decorativo.
La parte inferiore decorata è composta dal basamento tardo gotico disegnato da Antonio di Vincenzo dove sono inseriti dei rilievi polilobati raffiguranti santi realizzati da Paolo Di Bonaiuto, Giovanni di Riguzzo e dal tedesco Giovanni Ferabech (Hans von Fernach). Dal rivestimento superiore in pietra bianca d'Istria e marmo rosso di Verona su disegno di Domenico Aimo da Varignana in stile tosco-fiorentino e vi si aprono tre portali.
Quello centrale è opera dello scultore Jacopo della Quercia per la realizzazione del portale maggiore, rimasto parzialmente incompiuto (è privo della cuspide): Jacopo scolpì le formelle a bassorilievo sugli stipiti del portale che raffigurano Storie della Genesi (studiate attentamente da Michelangelo, che dimostrò di avere appreso la lezione nelle pose di alcune figure della Cappella Sistina), l'architrave istoriato con Scene del Nuovo Testamento e il gruppo a tutto tondo della lunetta con una Madonna col Bambino e i santi Petronio e Ambrogio (Michelangelo la definì "la più bella Madonna del Quattrocento"). I profeti nell'arco al centro sono invece opera di Antonio Minello e Antonio da Ostiglia, tranne il Mosé al centro, opera di Amico Aspertini.
I due portali laterali furono disegnati tra il 1524 e il 1530 da Ercole Seccadenari e sono decorati da formelle di numerosi autori, tra i quali il Tribolo, Alfonso Lombardi, Girolamo da Treviso, Amico Aspertini, Zaccaria da Volterra e lo stesso Saccadenari. I pilastri ospitano Scene bibliche, e gli architravi Storie del Nuovo Testamento. La lunetta del portale di sinistra è decorata dalla Resurrezione del Lombardi, e quella destra presenta un Cristo deposto dell'Aspertini, una Vergine del Tribolo e un San Giovanni del Saccadenari.
Ad ognuna delle estremità della facciata, posto in opera nell'ultimo decennio del Trecento, si trova un pilone trilobato che si sviluppa attorno ad un nucleo quadrangolare, innestato diagonalmente sull'angolo e il contorno mistilineo della planimetria, richiamando quello delle formelle o dei reliquiari gotici. Probabilmente sarebbe stato terminato con una o più guglie.
Nel '500 furono studiate numerose varianti al progetto della facciata, inserendo o meno il basamento del Vincenzi: importanti architetti del tempo (Giacomo Ranuzzi, Il Vignola, Baldassarre Peruzzi, Giulio Romano e poi Domenico Tibaldi e il Palladio) hanno lasciato interessanti disegni, oggi custoditi nel Museo diocesano di San Petronio. Tuttavia il rivestimento marmoreo della facciata rimarrà incompleto, sia a causa delle diatribe su come completarla (dovute soprattutto alla discordanza stilistica fra il basamento tardo gotico su fondo rosso del Vincenzi e il rivestimento superiore rinascimentale su fondo bianco del Varignana), sia a causa delle alterne vicende della città e della mancanza di finanziamenti.

### I progetti ottocenteschi
Nel 1830 sorse in Francia un movimento per il restauro del patrimonio medievale, di cui il maggiore esponente fu Eugène Viollet-le-Duc. Questo movimento si diffuse poi in tutta Europa ed in Italia. Esempi noti di questo "revival" medievale, furono i completamenti delle facciate del Duomo e della Basilica di Santa Croce a Firenze e il completamento del Duomo di Milano. Anche Bologna si aprì a questo movimento neomedievalista di cui il maggiore portavoce fu Alfonso Rubbiani. Nel 1887 fu varato un concorso promosso dal Comitato esecutivo dell'Opera della Facciata della Basilica, per la progettazione del completamento della facciata, a cui parteciparono numerosi architetti fra cui: Giuseppe Ceri, Edoardo Collamarini, Alfonso Rubbiani, Emilio Marcucci e altri, ma che poi non ebbe seguito. Neppure successive proposte nel 1933-35 per completare la decorazione marmorea del tempio furono prese in seria considerazione. Un noto oppositore al completamento fu l'avvocato Giuseppe Bacchelli, che nel suo scritto del 1910 dichiarò:

### Il restauro del 1972-1979
Il più importante restauro della facciata di San Petronio venne realizzato tra il 1972 e il 1979 dalla Soprintendenza per i beni artistici e storici. L'importanza dell'impegnativo restauro non consistette semplicemente nel solo recupero dell'opera, bensì costituì il primo esempio di una nuova impostazione scientifica multidisciplinare per la conservazione dei materiali lapidei, assumendo quindi un significato storico.

#### Situazione storica dei restauri
Il deterioramento dei materiali lapidei è un fenomeno naturale conosciuto fin dall'antichità, menzionato nei più importanti trattati d'architettura come in quelli di Vitruvio, Alberti, Vasari fino a quelli ottocenteschi. In questi trattati vengono suggeriti metodi e accorgimenti, per lo più empirici, su come proteggere dagli agenti atmosferici le superfici lapidee con idrorepellenti quali cera, olio o resine. In San Petronio anche lo stesso Jacopo della Quercia usò trattamenti di questo tipo, come è documentato negli atti. A partire dalla seconda metà dell'Ottocento vennero proposti vari metodi empirici, atti non solo a prevenire i danni ma anche a proteggerli, con spessi strati di materiale intonacante o con sostanze quali i fluosilicati, che però alla distanza spesso si sono rivelati assai dannosi. Un principio di abbandono di questi metodi empirici avvenne prima e dopo la seconda guerra mondiale. Vennero condotte ricerche scientifiche atte a fornire notizie più precise sulle cause di alterazioni e sull'influenza dell'inquinamento atmosferico quale fattore accelerante, tuttavia non furono collegate allo studio e al controllo dell'efficacia di specifici trattamenti conservativi. Tutto ciò produsse una situazione di paralizzante incertezza su come procedere nella salvaguardia dell'immenso patrimonio storico-architettonico italiano, bisognoso di un urgente intervento restaurativo, compresa ovviamente anche la facciata di San Petronio, la quale si trovava in uno stato di precarie condizioni.

#### L'intervento di Cesare Gnudi
Va a Cesare Gnudi il merito di avere affrontato nel modo più rigoroso il complesso problema del restauro dei materiali lapidei, associando sia studi scientifici che metodologici, poco considerati nel passato ma di fondamentale importanza. A tale scopo fondò a Bologna il Centro per la conservazione delle sculture all'aperto (intitolato oggi a suo nome), non solo per condurre ricerche scientifiche, ma anche per stabilire contatti con ricercatori di tutto il mondo, reperire e divulgare informazioni, promuovere discussioni tra scienziati, tecnici, conservatori e storici dell'arte. Quest'attività venne dimostrata in pratica con il pionieristico intervento di restauro della facciata di San Petronio, che per gli approfonditi studi scientifici preliminari e le metodologie applicate non ha precedenti a livello mondiale, costituendo un modello di riferimento per i futuri restauri in tutto il mondo. Il restauro suscitò grande interesse, tanto che venne affidato al Centro bolognese il restauro della porta centrale della basilica di San Marco a Venezia e i portali della cattedrale di Chartres in Francia.

## Fiancate, campanile e campane

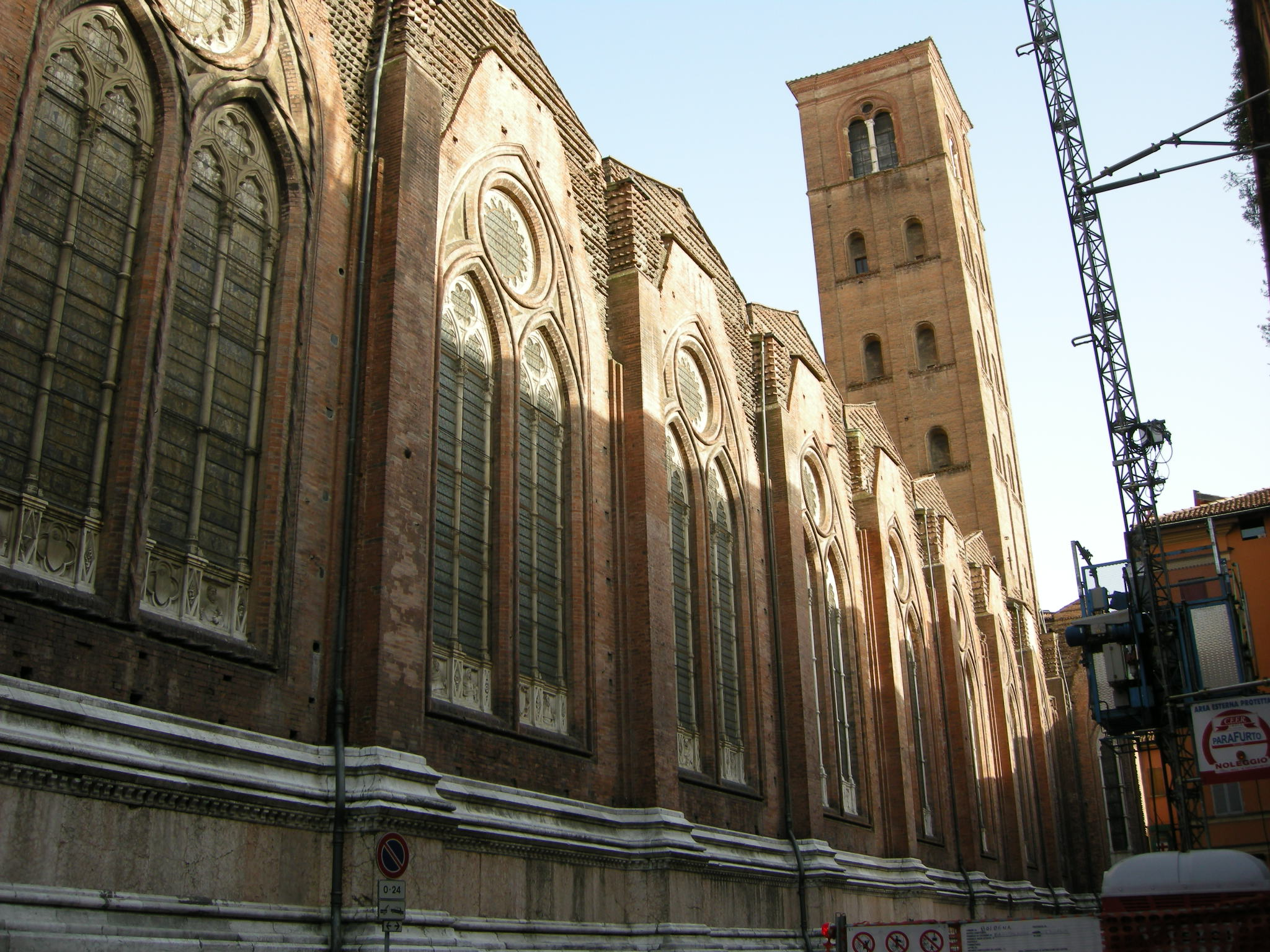
Il fianco destro col campanile

Le fiancate della basilica sono decorate dall'alternanza tra contrafforti e finestroni in marmo traforato, dove all'interno si vedono le vetrate delle cappelle. I mattoni delle fiancate sono "sagramati", cioè a vista nonostante l'intonaco. Sul fianco sinistro, in corrispondenza del transetto incompiuto, si trova oggi una bifora a libro. Probabilmente si tratta della parte più originale e geniale di tutto l'intero progetto del Vincenzi: l'uso misto in prevalenza di mattoni rispetto ai marmi pregiati (mentre la facciata invece avrebbe avuto una decorazione totale). Questo avrebbe permesso un migliore inserimento della basilica nel contesto urbano degli altri edifici adiacenti, senza distaccarsi esteticamente troppo per eccesso di decorativismo che l'avrebbe resa sicuramente più magnifica, ma nello stesso tempo decisamente più isolata e decontestualizzata.
All'altezza dell'undicesima cappella di destra si innalza il campanile di Giovanni da Brensa (1481-1495), alto 65 metri. Nella torre campanaria è installato un concerto di 4 campane risalente al XV secolo e così composto:
| Nome       | Nota  | Fonditore        | Fusione | Peso         |
| ---------- | ----- | ---------------- | ------- | ------------ |
| Grossa     | Mi♭ 3 | Michele Garelli  | 1492    | 2300-2400 kg |
| Mezzana    | La♭ 3 | Antonio Censori  | 1584    | 800-900 kg   |
| Mezzanella | Si♭ 3 | Giovanni Garelli | 1492    | 500-550 kg   |
| Piccola    | Do 4  | Anchise Censori  | 1578    | 400 kg       |

Le campane (che vennero limate nel 1818 da Gaetano Brighenti per migliorarne l'accordo) sono suonate manualmente dalle associazioni campanarie cittadine, secondo l'antica tecnica tradizionale bolognese, nata probabilmente nel campanile stesso nella seconda metà del 1500. La prima tecnica ideata fu quella del "doppio a trave", dove i bronzi (equipaggiati di uno specifico armamento atto allo scopo) vengono fatti ruotare a tempo da campanari (detti "travaroli") collocati in piedi sopra le travi del castello che, partendo con le campane con la bocca rivolta verso l'alto, con una manovra specifica, alternando le rotazioni e le pause nella posizione "in piedi" dei vari bronzi ottengono precise sequenze codificate, restituendo all'ascolto un suono ritmico e solenne, con le campane nella loro massima espressione sonora (a "slancio").
La "mezzanella" è anche detta "la scolara", perché scandiva l'inizio delle lezioni universitarie al vicino Archiginnasio. La "mezzana", pur essendo la più "giovane" del complesso (1584) presenta una forma allungata, tipica delle campane di epoca arcaica; questo fa supporre che il fonditore Antonio Censori sia stato incaricato di replicare un bronzo più antico, andato perduto.
Le quattro campane sono ad azionamento completamente manuale, prive di qualsivoglia impianto di elettrificazione che possa in qualche modo sostituire la bravura e l'abilità dei maestri campanari locali, che nelle principali solennita' e nelle ricorrenze più significative della Basilica sono qui convocati per dar voce, con la loro arte, a questi secolari bronzi.
Il poderoso "castello" in legno che sorregge le campane è del tipo "a capriate", ed è stato progettato dal celebre architetto Francesco Morandi (detto "il Terribilia") nel 1569. I perni delle tre campane minori ruotano ancora nelle antiche "bronzine", mentre in anni recenti la campana maggiore è stata dotata dei cuscinetti a sfere, in modo da garantire al bronzo una maggior scorrevolezza e ai campanari un maggior praticità nel suono. Anche qui, come nella vicina Cattedrale di San Pietro, per ragioni logistiche visto il peso considerevole, la campana maggiore viene normalmente sempre mantenuta "in piedi", cioè "puntellata" con la bocca verso l'alto.
Per molti anni il servizio di campanari e di custodi della torre venne svolto dalla famiglia Maggi, che risiedeva in loco; in particolare l'esponente Raffaele era ottimo suonatore e organizzatore e, in quegli anni, insostituibile punto di riferimento per tutti i cultori e i praticanti dell'arte campanaria a Bologna.
Nella saletta sottostante la cella campanaria ha la sua sede storica dal 1920 (8 anni dopo la sua fondazione, avvenuta il 21 aprile 1912) l'Unione Campanari Bolognesi, storica associazione locale che raggruppa i praticanti, i cultori e i sostenitori della particolare tecnica di suono a doppio "alla bolognese" adoperandosi per salvaguardare in ogni modo questa tradizione squisitamente locale e di perpetuarne l'attività garantendo il servizio di suono solenne delle campane presso le varie parrocchie e formando nuovi allievi campanari in modo da garantire alla stessa un'esistenza futura.
I servizi fissi di suono "a doppio" sulla torre di San Petronio seguono attualmente il seguente calendario (suscettibile di variazioni in caso di eventi eccezionali e non prevedibili):
- Pasqua di Resurrezione (domenica a data variabile);
- Vigilia della festa patronale di San Petronio Vescovo di Bologna (3 ottobre);
- Festa patronale di S.Petronio Vescovo di Bologna (4 ottobre);
- Vigilia della solennità dell'Immacolata Concezione della Beata Vergine Maria (7 dicembre);
- Solennita' dell'Immacolata Concezione della Beata Vergine Maria (8 dicembre);
- Vigilia del Natale del Signore (24 dicembre);
- Natale del Signore (25 dicembre);
- Te Deum di fine anno presieduto dal Cardinale Arcivescovo (31 dicembre);

## Interno

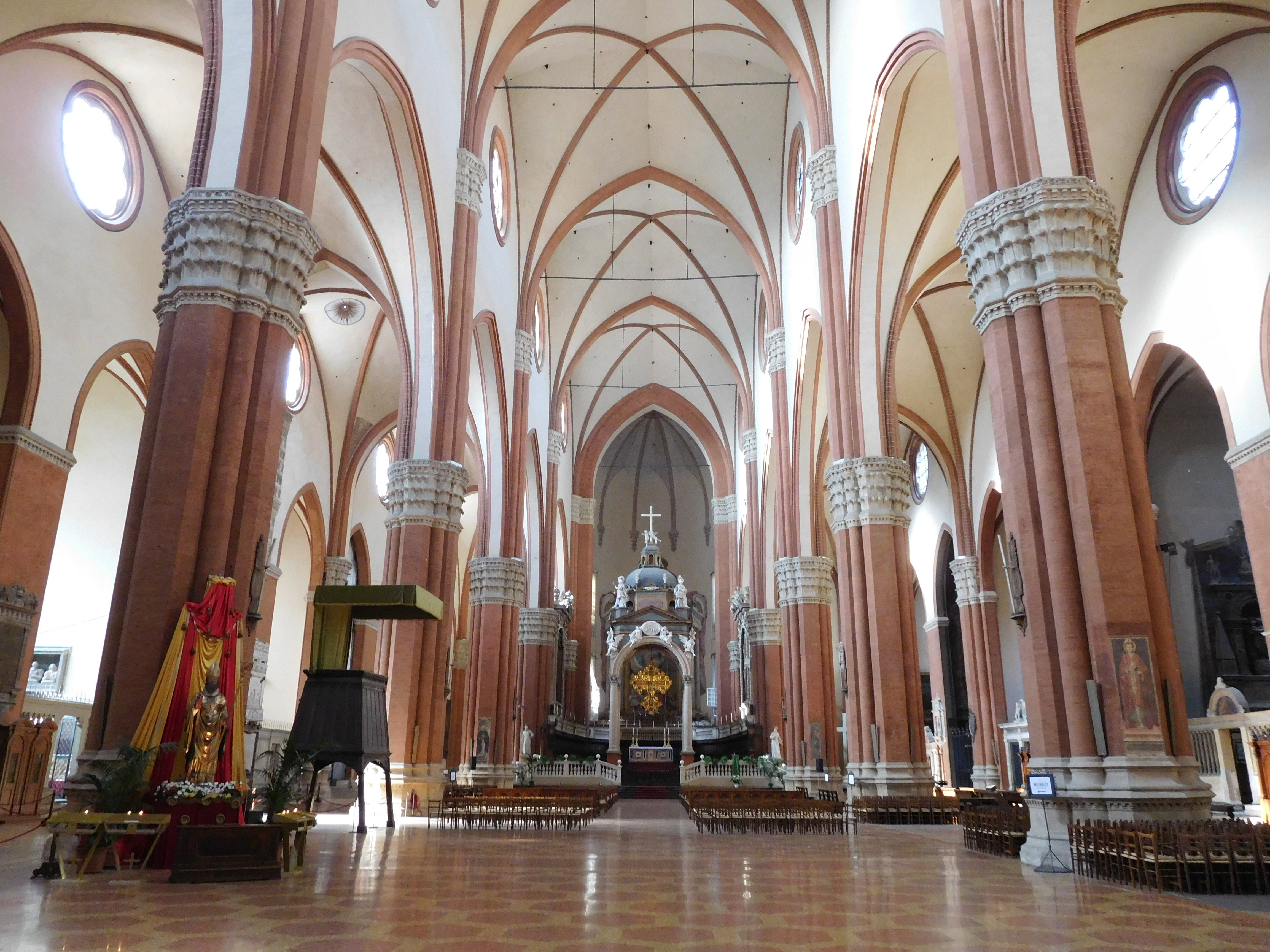
Il grandioso interno

L'interno della basilica presenta sei campate a pianta quadrata di circa 19 metri di lato della navata centrale, alle quali corrispondono altrettante campate laterali divise in due parti: sei mezze campate a pianta rettangolare corrispondenti alle navatelle su cui, per ciascuna, si aprono una coppia di cappelle. La sesta campata della navata centrale è occupata dal presbiterio, che esorbita fino a metà della quinta campata con l'ampio ciborio del Vignola. La suddivisione in navate è realizzata tramite enormi pilastri in mattoni sagramati, con basi elaborate e capitelli a foglie in arenaria. Lo spazio alla fine delle campate è violentemente interrotto da un muro di testata che blocca il "naturale" svolgimento dello spazio interno, dimostrando palesemente l'incompiutezza dell'edificio, mentre la navata centrale si conclude in un'abside, priva però di vetrate verticali tipiche dello stile gotico. La particolarità dell'edificio sta nel fatto di non essere orientato in maniera tradizionale con l'abside a est e la facciata ad ovest, bensì rispettivamente a sud e a nord. Questo ha fatto in modo che le fiancate, essendo loro rivolte a est e ovest, venissero penetrate dalla luce solare durante tutto l'arco della giornata, inondando con una luce particolarmente diffusa tutto l'interno, senza esaltare i contrasti.

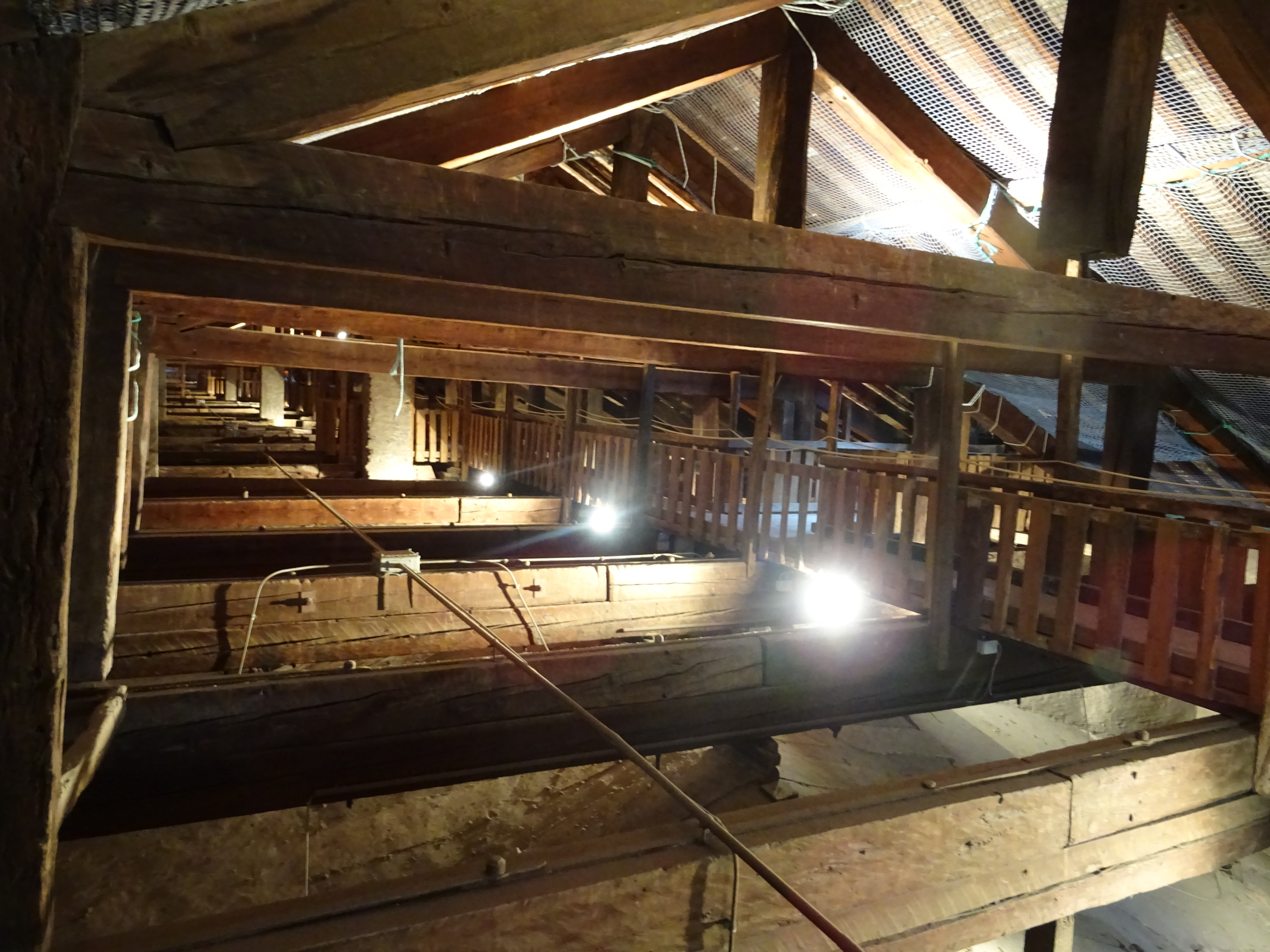
Sottotetto della basilica

La tensione del pilastro dell'architettura gotica ortodossa d'oltralpe, con le caratteristiche fasce di nervature portanti che spingono verso l'alto, qui semplicemente non esiste, nonostante l'elevatissimo slancio verticale (circa 45 metri alle volte). In San Petronio c'è il rifiuto di qualsivoglia tensione lineare, realizzando uno slancio verticale con i muri privi di segni figurativi di tensione e con i pilastri che si presentano come strutture portanti, regalando uno spazio enorme di superba coerenza nei rapporti interni fra pianta e alzato, con notevoli giochi cromatici fra tutte le parti e, non ultimo, le vetrate policrome.
In controfacciata è un monumento sepolcrale in cotto eseguito da Zaccaria Zacchi (1526).
Sui robusti pilastri alcuni pannelli ad affresco con Santi della prima decorazione pittorica del tempio (prima metà del secolo XV).

## Le cappelle
Le ventidue cappelle che si aprono nelle navate laterali conservano interessanti opere d'arte.

### Le cappelle della navata sinistra

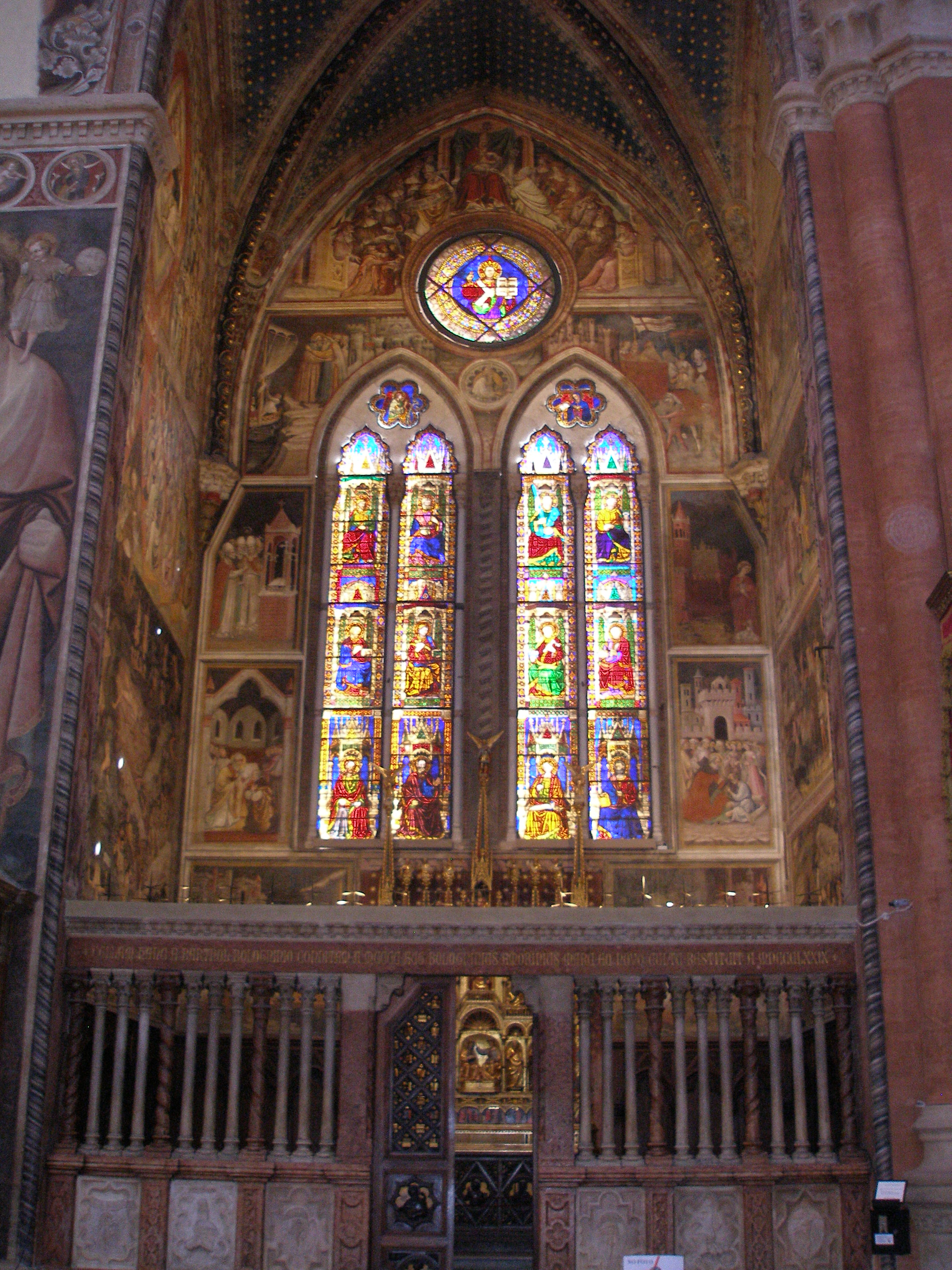
La Cappella Bolognini

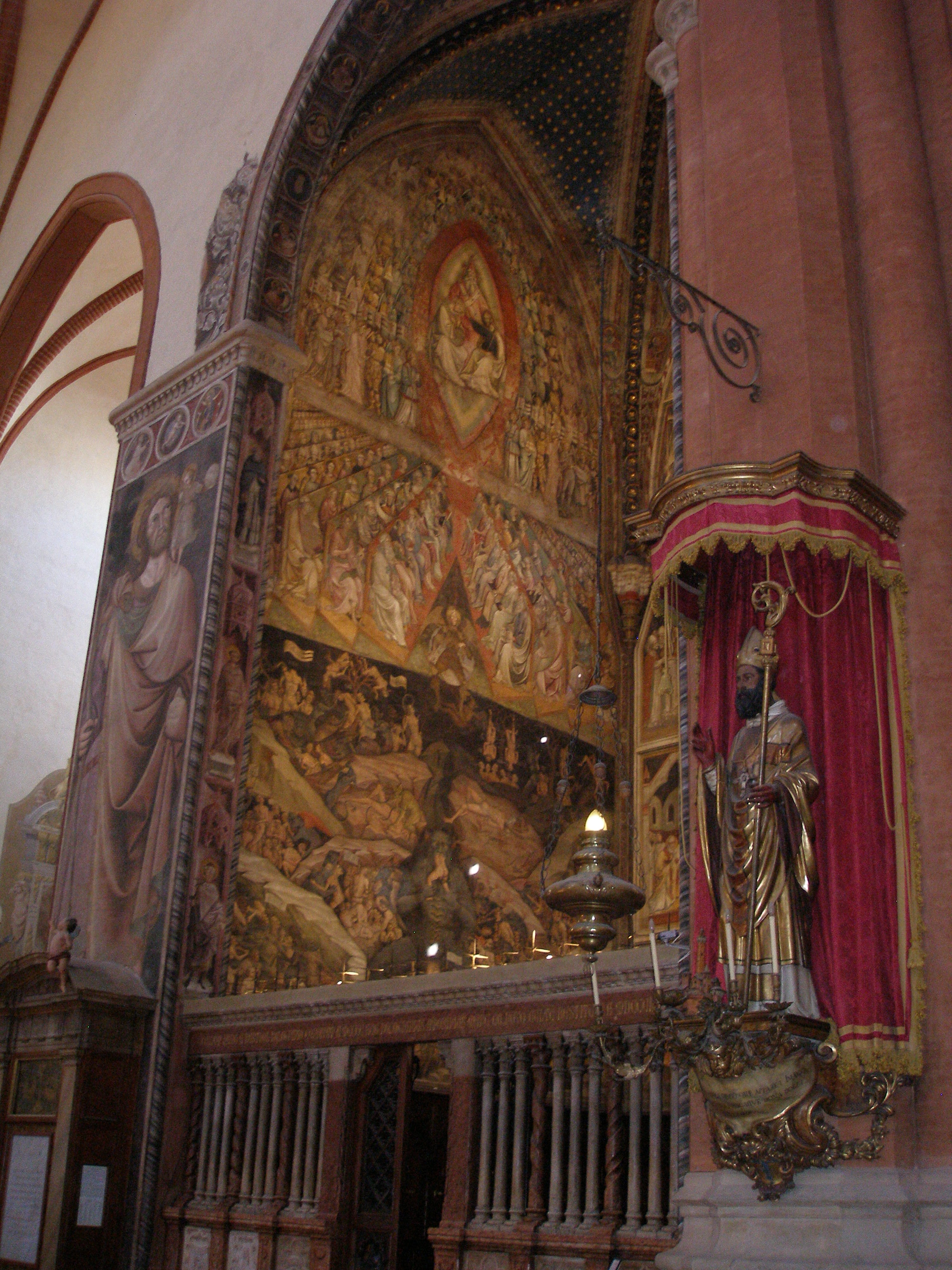
Giovanni da Modena, Il Giudizio Universale, Cappella Bolognini

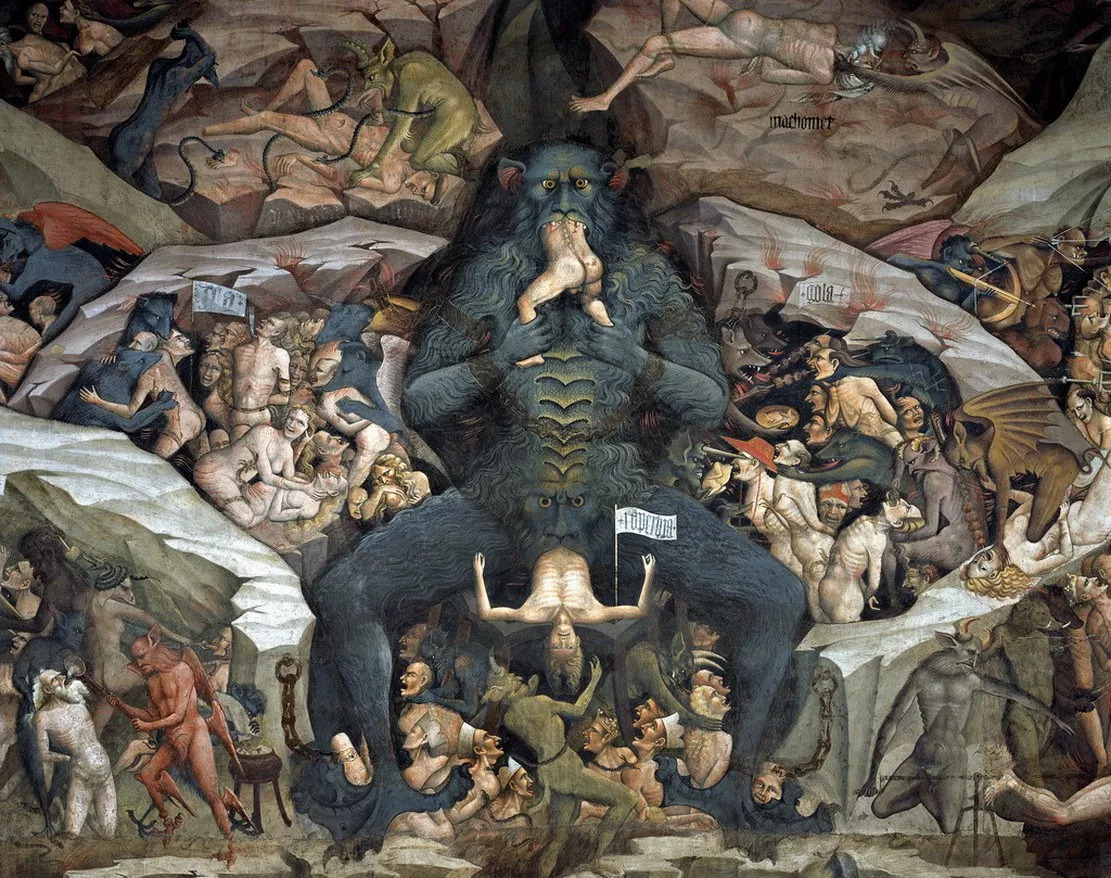
Giovanni da Modena, L'Inferno, Cappella Bolognini

- I. Cappella di S. Abbondio, già dei Dieci di Balia, restaurata in falso gotico nel 1865: nel 1530 vi fu incoronato imperatore Carlo V dal Papa Clemente VII. Nella cappella sono visibili gli affreschi di Giovanni da Modena raffiguranti l'Allegoria della Redenzione e il Trionfo della Chiesa sulla Sinagoga.
- II. Cappella di S. Petronio, già Cospi e Aldrovandi, progettata da Alfonso Torreggiani, destinata a contenere la reliquia del capo di san Petronio.
- III. Cappella di S. Ivo, già di S. Brigida dei Foscherari: statue di Angelo Piò e i dipinti Madonna di S. Luca e santi Emidio e Ivo di Gaetano Gandolfi e Apparizione della Vergine a santa Francesca Romana di Alessandro Tiarini (1615).

Sul pilastro, due orologi, tra i primi in Italia fatti con la correzione del pendolo (1758).
- IV. Cappella dei Re Magi, già Bolognini: transenna marmorea gotica disegnata da Antonio di Vincenzo (1400); sull'altare Polittico ligneo con ventisette figure intagliate e altre dipinte, opera di Jacopo di Paolo. Le pareti furono affrescate da Giovanni da Modena e Francesco Alberti con un ciclo raffigurante Episodi della vita di san Petronio, nella parete di fondo; nella parete destra, Storie dei Re Magi; nella parete sinistra, in alto, il Giudizio Universale con l'Incoronazione della Vergine in mandorla, Il Paradiso e in basso l'Inferno, raffigurazione di tipo dantesco, con una gigantesca figura di Lucifero e con la rappresentazione del profeta Maometto nell'Inferno.[4][5] Tra i peccatori all'inferno, i lussuriosi sono infilzati nello spiedo, gli invidiosi bersagliati da frecce e gli avari costretti a ingoiare, con la testa reclinata all'indietro, una colata di oro fuso.
- V. Cappella di S. Sebastiano, già Vaselli.
- VI. Cappella di S. Vincenzo Ferrer, già Griffoni, Cospi e Ranuzzi: monumento bronzeo del cardinale Giacomo Lercaro eseguito da Giacomo Manzù (1954). Qui era conservato il Polittico Griffoni, capolavoro di Francesco del Cossa ed Ercole de' Roberti, smembrato attorno al 1725 dal cardinale Pompeo Aldrovandi, divenuto proprietario della cappella.
- VII. Cappella di S. Giacomo, già Rossi e Baciocchi: sull'altare Madonna in Trono, capolavoro di Lorenzo Costa (1492); allo stesso autore sono attribuiti i disegni della vetrata policroma. Monumento funebre con le spoglie del principe Felice Baciocchi e di sua moglie Elisa Bonaparte (1845);
- VIII. Cappella di S. Rocco o Cappella Malvezzi Ranuzzi: San Rocco e un donatore del Parmigianino (1527).
- IX. Cappella di S. Michele già Barbazzi e Manzoli: dipinto l'Arcangelo Michele che scaccia il demonio di Denis Calvaert (1582).
- X. Cappella di S. Rosalia, già dei Sedici del Senato, ora del Municipio: tela Gloria di santa Barbara di Alessandro Tiarini.
- XI. Cappella di S. Bernardino: ante della cassa dell'organo quattrocentesco di Lorenzo da Prato dipinte nel 1531 da Amico Aspertini con Quattro storie di san Petronio.

### La cappella maggiore
Sull'altare della Cappella Maggiore vi è un Crocifisso ligneo quattrocentesco. Sul fondo dell'abside affresco Madonna con san Petronio di Marcantonio Franceschini e Luigi Quaini, su cartoni del Cignani (1672). Il ciborio dell'altare maggiore fu eretto nel 1547 dal Vignola. Di rilievo anche il coro ligneo quattrocentesco di Agostino De Marchi. Nella navata di destra sono presenti anche due bassorilievi rotondi rappresentanti una santa Clelia in terracotta e un Padre Pio in bronzo, opere dello scultore Cesarino Vincenzi.

### Le cappelle della navata destra
- XII. Cappella delle Reliquie, già Zambeccari, sulla quale è impostato il campanile.
- XIII. Cappella di S. Pietro Martire, già della Società dei Beccari, con transenna marmorea di Francesco di Simone (fine secolo XV);
- XIV. Cappella di S. Antonio da Padova, già Saraceni e Cospi: statua di S. Antonio da Padova attribuita a Jacopo Sansovino.
- XV. Cappella del Santissimo, Malvezzi Campeggi, rifatta nell'Ottocento.
- XVI. Cappella dell'Immacolata, già Fantuzzi: decorazioni art nouveau di Achille Casanova.
- XVII. Cappella di San Girolamo, già Castelli: sull'altare San Girolamo attribuito a Lorenzo Costa.
- XVIII. Cappella di S. Lorenzo, già Garganelli, Ratta e Pallotti: famosa Pietà di Amico Aspertini . Nella cappella è sepolto Mons. Bedetti dov'è presente un busto ad opera di Federico Monti.[6]
- XIX. Cappella della Santa Croce o Cappella Rinaldi: affreschi devozionali con Santi di Francesco Lola, Giovanni di Pietro Falloppi e Pietro di Giovanni Lianori (secolo XV). La vetrata fu realizzata dal beato frate Giacomo da Ulma su disegno di Michele di Matteo.
- XX. Cappella di S. Ambrogio, già Marsili: affresco nello stile del Vivarini (metà Quattrocento).
- XXI. Cappella di S. Brigida, già Pepoli: polittico di Tommaso Garelli (1477).
- XXII. Cappella della Madonna della Pace: Madonna in pietra d'Istria di Giovanni Ferabech (1394) proveniente dal basamento della facciata e incorniciata da un frontale dipinto da Giacomo Francia (1525 ca.).

## La meridiana

### La meridiana di Danti
La prima meridiana costruita in San Petronio venne realizzata da Egnazio Danti fra il 1575 e il 1576, (dopo aver iniziato, senza completare, quella della Basilica di Santa Maria Novella a Firenze), chiamandola "grande gnomone". Di essa sono rimasti un foglio illustrativo dello stesso Danti, le descrizioni e gli schizzi di Giovanni Riccioli, pubblicati nelle sue opere del 1651 e 1655. Il Riccioli verificò l'orientamento dello gnomone assieme al confratello gesuita Francesco Maria Grimaldi e constatò che declinava verso ponente rispetto alla direzione del sud, di 9°, 6 minuti d'arco e un terzo. Questo però non impediva di verificare l'inizio delle varie stagioni lungo la striscia marmorea, dov'erano incisi anche i segni dello zodiaco.

### La meridiana di Cassini

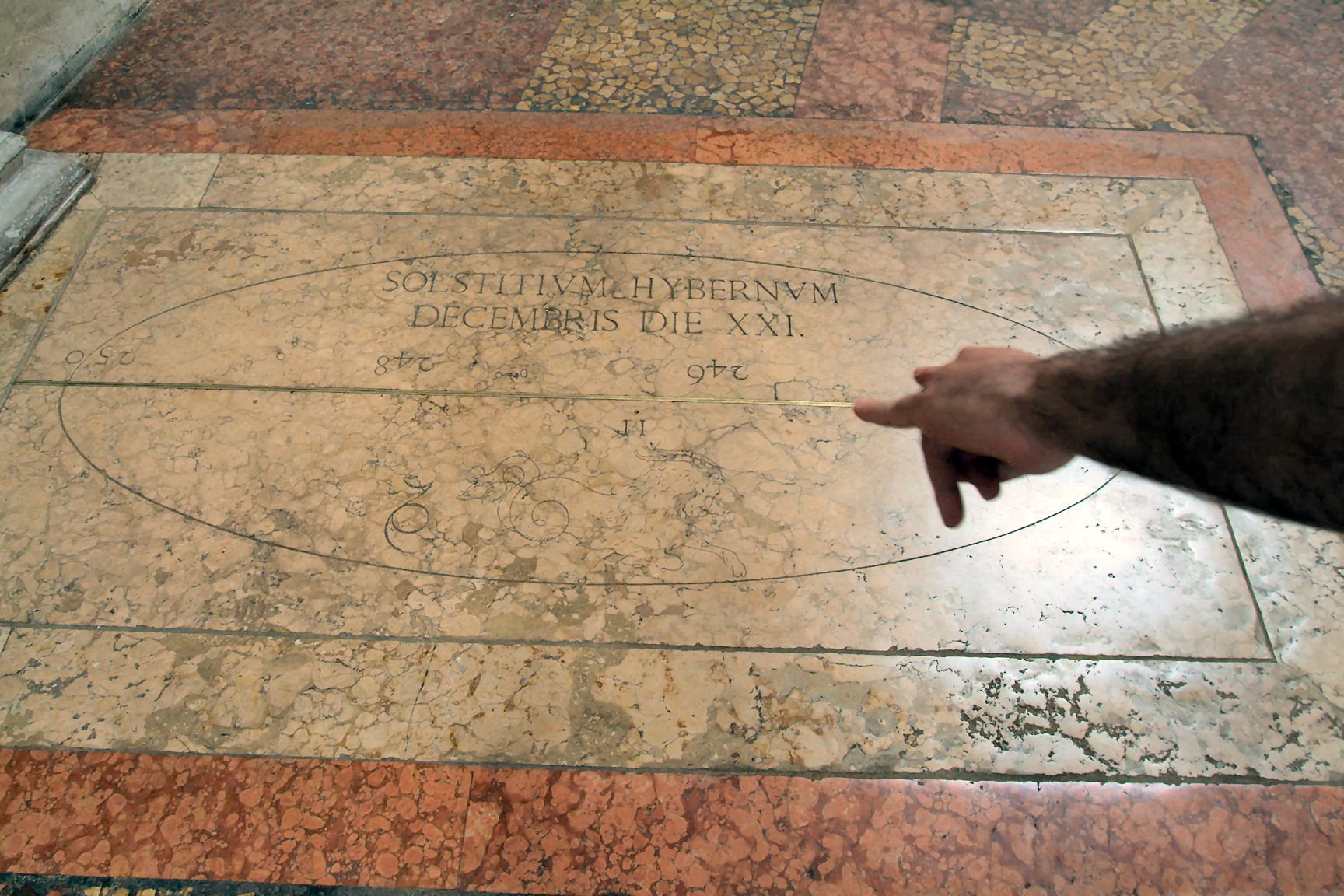
Meridiana di Cassini, particolare della lastra marmorea indicante il solstizio d'inverno

Come riportato negli atti della fabbriceria, il 12 giugno 1655 viene incaricato l'astronomo Giovanni Domenico Cassini di realizzare una nuova meridiana in sostituzione della precedente, questo perché il Riccioli fece presente che lo gnomone del Danti, essendo la basilica ancora in fase di completamento, avrebbe cessato di funzionare, cosa che avvenne nel 1656 quando poi venne demolito il muro di fondo della navata sinistra.
La meridiana di Cassini venne terminata nel dicembre del 1657. Le sue misure sono eccezionali: con una lunghezza pari a 66,8 metri, ancora oggi ne fanno la meridiana più grande al mondo. Per la realizzazione, Cassini decise di sfruttare la massima altezza possibile e riuscì a fissare la lastra col foro gnomonico ad un'altezza pari a "1000 once del piede regio di Parigi" (all'epoca l'unità di misura lineare usata normalmente dagli scienziati europei), corrispondente a 27,07 metri, più volte verificata per via di piccoli cedimenti strutturali o a terremoti. Il foro della lastra, avendo un diametro (1 Oncia Francese, cioè 27,07 mm) inferiore a quello apparente del Sole, assumeva la funzione di un vero e proprio foro stenopeico, proiettando sul pavimento non una semplice macchia di luce, ma l'immagine stessa del Sole rovesciata come in una camera oscura (il 30 giugno 1973, ad esempio, si poté osservare l'eclisse parziale di Sole con la classica immagine, rovesciata, a mezzaluna). Le ore all'italiana erano indicate in lastrine sporgenti a est e a ovest, indicando la lunghezza del meridiano dal "punto verticale" in secondi e terzi d'arco. Una volta certo di tali misure, Cassini fece scolpire sul marmo a grandi lettere che la lunghezza della Linea corrispondeva alla seicentomillesima parte del meridiano terrestre, ponendo così per la prima volta una corrispondenza fra una misura lineare e la dimensione della Terra, esattamente come verrà fatto alla fine del Settecento, quando il metro sarà usato quale unità di misura internazionale rapportandolo alla quarantamilionesima parte del meridiano terrestre. Alcuni anni dopo il Cassini venne richiesto a Parigi dal re Luigi XIV per dirigere il nuovo Osservatorio Astronomico appena terminato. Soltanto nel 1695 ritornò a Bologna in occasione di un suo viaggio per Roma in compagnia del figlio Jacques e con la collaborazione di Domenico Guglielmini provvide al restauro della Meridiana: alcuni degli strumenti utilizzati allo scopo sono ancora conservati nel Museo della Basilica. La determinazione del giorno dell'equinozio di primavera allora effettuata dissipò i dubbi relativi all'opportunità di omettere il bisestile nell'anno 1700, come previsto dalla riforma gregoriana.
Una completa ricostruzione della Meridiana avvenne nel 1776 ad opera di Eustachio Zanotti, il quale, pur mantenendo le caratteristiche della Linea, sostituì completamente i marmi realizzando quanto ora vediamo: oltre ai marmi che recano i segni dello zodiaco con funzione di fornire una orientativa informazione mensile, la lunga Linea (a cui venne sostituita la verga centrale in ferro con barre d'ottone e rame) riporta una doppia scala numerica. La prima scala, descritta da una lapide come PERPENDICVLI PARTES CENTESIMÆ (Centesime Parti della Perpendicolare), indica la percentuale dell'altezza gnomonica, al fine di rilevare con precisione l'altezza solare meridiana. La seconda scala (HORÆ ITALICÆ MERIDIEI, Ore Italiche del Mezzodì) converte l'ora del mezzogiorno locale nell'antico sistema dell'Ora italica di Campanile, in cui le ore 24 coincidevano con mezz'ora dopo il tramonto del Sole, cioè con le campane dell'Ave Maria.
Sia per le dimensioni che per l'elevata accuratezza costruttiva, la meridiana rese possibile di effettuare nuove importanti misure sulla rifrazione, cioè sulla deviazione che subisce la luce di un astro attraversando l'atmosfera e che lo fa apparire più alto sopra l'orizzonte di quanto non sia. Inoltre Cassini riuscì a calcolare, con una precisione mai raggiunta prima, alcune grandezze astronomiche fondamentali come l'obliquità dell'eclittica (che egli determinò in 23°29ʹ15ʺ, di soli 22ʺ superiore a quella reale), la durata dell'anno tropico, la posizione di equinozi e solstizi.
Nel 1736 Eustachio Manfredi, analizzando ottant'anni di osservazioni eseguite mediante la meridiana, dimostrò che l'obliquità dell'eclittica non è costante, e ne valutò la diminuzione in poco meno di un secondo d'arco all'anno (solo in epoca moderna si è scoperto che l'obliquità oscilla tra 22.2° e 24.4° con periodo di circa 41.000 anni).

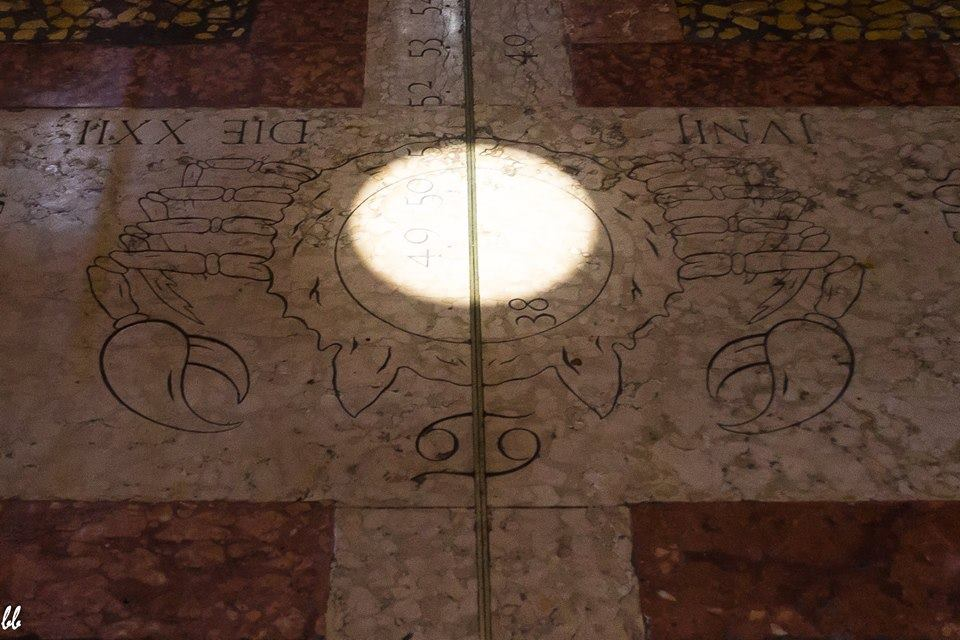
La proiezione del sole attraverso la meridiana di san Petronio nel giorno del solstizio d'estate.

Cassini battezzò la meridiana "eliometro" e se ne servì per misurare il diametro del Sole, ottenendo probabilmente la prima verifica sperimentale della seconda legge di Keplero, che sostiene che la Terra ha una velocità maggiore quando è più vicina al Sole e si muove più lentamente quando è più lontana o, più precisamente, che la linea che congiunge il pianeta al Sole descrive aree uguali in intervalli di tempo uguali. Per deciderlo bisognava osservare se il diametro del Sole diminuisse nello stesso modo in cui diminuiva la sua velocità, il che avrebbe voluto dire che certamente la diminuzione di velocità era solo apparente. Riuscì a determinare le variazioni del diametro solare, con la precisione di circa un minuto d'arco, misurando le dimensioni dell'immagine proiettata sul pavimento della chiesa: da 168 × 64 cm d'inverno a 28 × 26 cm d'estate. Si dimostrò, così, che il diametro apparente del Sole diminuiva man mano che aumentava la distanza dalla Terra, ma non diminuiva, tuttavia, nello stesso modo con cui diminuiva la sua velocità. Questo significava che la disuniformità apparente del moto solare corrispondeva ad una disuniformità reale.
Agli inizi del Novecento, il geodeta Federigo Guarducci verificò la direzione della linea meridiana, rilevando che declinava verso est di un minuto d'arco e trentasei secondi e mezzo, cioè che il mezzogiorno locale vero era indicato con un ritardo di sei secondi e mezzo al solstizio d'inverno e di due secondi e mezzo al solstizio d'estate. L'orizzontalità della Linea si era invece mantenuta dal 1776 pressoché perfetta.
Nel 2005, in occasione delle manifestazioni dell'Anno Cassiniano tenutesi nel 2005 per ricordare i 350 anni della tracciatura della Meridiana, lo gnomonista Giovanni Paltrinieri ha promosso una nuova verifica dello strumento a distanza di un secolo da quella del Guarducci, i cui risultati sono stati pubblicati sulla Strenna Storica Bolognese 2005. Sostanzialmente sono emersi i seguenti dati: calando un filo a piombo dal foro gnomonico al suolo, è risultato che l'attuale Punto Verticale è spostato rispetto a quello antico di cm 1,8 verso Nord, e cm 0,7 verso Est. Inoltre, pur rilevando dei comprensibili abbassamenti della Linea in occasione delle colonne, globalmente, rispetto all'inizio della medesima, si riscontra sulla piastra del Solstizio Invernale un abbassamento di quasi mm 42, contro i 7 trovati sempre da Guarducci.
Ancora oggi dunque questo antico strumento è in grado di determinare quasi ottimamente il Mezzodì Vero Locale, il cui orario di Tempo Civile è anche indicato su una tabella posta a lato dell'Orologio Meccanico a doppio quadrante realizzato nel Settecento dal Fornasini: ovviamente, in una giornata di sole.

## Organi a canne
Ai due lati dell'altar maggiore, sopra delle apposite cantorie, si trovano i due organi a canne della basilica, tra i più antichi in Italia.
Il più antico è quello situato sulla cantoria in cornu Epistulae, sul lato destro del presbiterio: è un capolavoro di Lorenzo di Giacomo da Prato, venne costruito tra il 1471 e il 1475 e, pur essendo stato rimaneggiato nei secoli, è il più antico degli organi italiani giunti fino a noi, oltre ad essere il primo a registri indipendenti. L'organo in cornu Evangelii, sul lato opposto, venne costruito invece, più tardi, nel 1596, da Baldassarre Malamini.
Nel corso dei secoli, entrambi gli strumenti hanno subito alcune modifiche: quello di destra venne ampliato nel 1852 da Alessio Verati; quello di sinistra, invece, una prima volta da Francesco Traeri nel 1691 e da Vincenzo Mazzetti nel 1812. Nel 1986 è stato effettuato dalla ditta Tamburini un restauro dei due organi.
L'organo costruito da Lorenzo da Prato ha un'unica tastiera di 54 note (Fa-1-La4), mancante delle prime due note cromatiche e dotata di alcuni tasti spezzati; la pedaliera a leggio è di 20 note (Fa-1-Re2), mancante delle prime due note cromatiche e costantemente unita al manuale. La trasmissione è quella meccanica originaria.
L'organo costruito da Baldassarre Malamini ha un'unica tastiera di 60 note (Do-1-Do5) con prima ottava scavezza e alcuni tasti spezzati; la pedaliera a leggio è di 18 note (Do-1-La1) con prima ottava scavezza e costantemente unita al manuale. La trasmissione è quella meccanica originaria.

## Le quattro croci

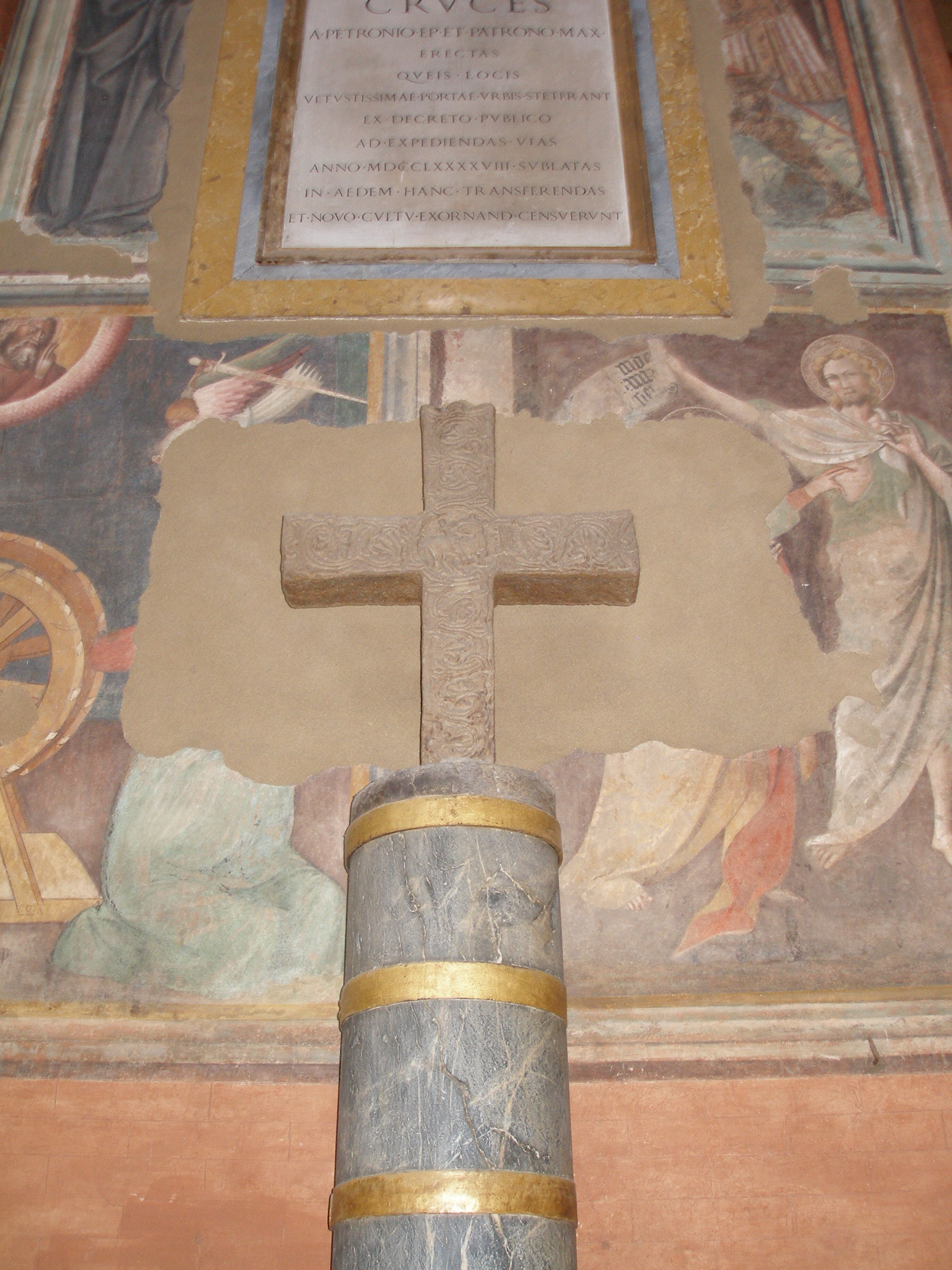
Croce dei Martiri, un tempo collocata in via Monte Grappa

La basilica custodisce le storiche "Quattro Croci" che, secondo la tradizione, furono poste su antiche colonne di epoca romana da Sant'Ambrogio o San Petronio fra il IV e il V secolo, appena fuori dalle porte della prima cerchia di mura di selenite, a spirituale difesa della Città. Le croci, in seguito racchiuse in piccole cappelle e assai venerate da generazioni di bolognesi, furono trasferite nel 1798, unitamente alle reliquie rinvenute ai piedi delle colonne, all'interno della basilica lungo le pareti delle navate laterali, rispettando l'originaria collocazione che avevano nel piccolo tessuto urbano della città. Le croci ora visibili non sono quelle dell'epoca petroniana: furono rinnovate nel corso dei secoli e le attuali risalgono ad un periodo compreso fra i secoli X e XII.
Entrando in basilica, a sinistra, si trova la Croce dei Santi Apostoli ed Evangelisti (rinnovata nel 1159, era collocata nei pressi di piazza di Porta Ravegnana). Di fronte vi è la Croce dei Santi Martiri (era collocata a metà dell'attuale via Monte Grappa). In corrispondenza dell'Altare Maggiore si trovano la Croce delle Sante Vergini (era collocata all'incrocio dell'attuale via Farini con via Castiglione) e, di fronte, la Croce di tutti i Santi (era collocata alla confluenza delle attuali via Carbonesi e via Barberia). Sopra la Croce dei Santi Martiri vi è una grande lapide in marmo, che ricorda la loro antica originaria collocazione nella città e il trasferimento in basilica per interessamento dell'Arcivescovo, Cardinale Andrea Gioannetti.

## Il museo e archivio storico

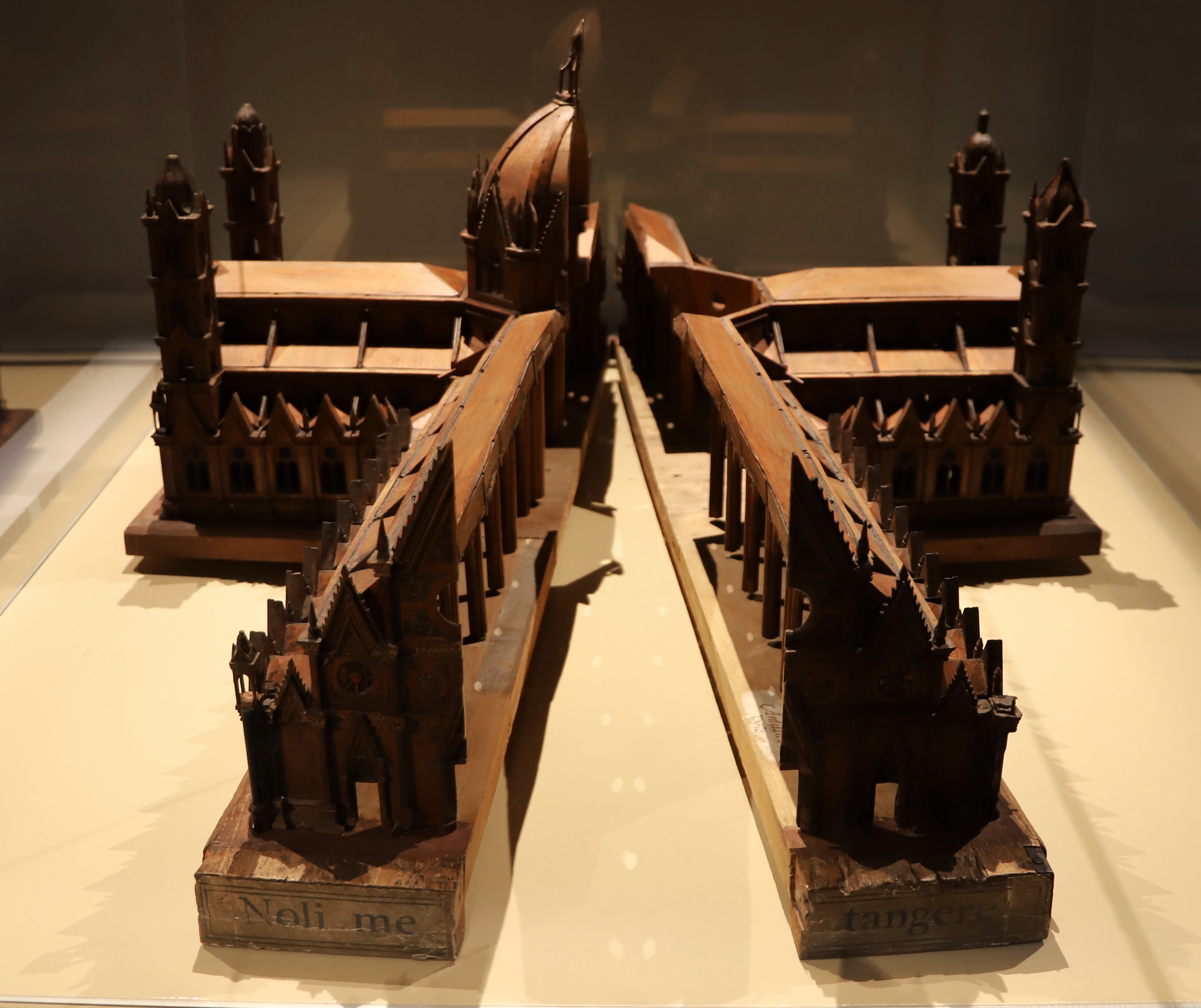
Arrigo Arriguzzi, modello per il completamento della Basilica di San Petronio, 1514 ca.

L'archivio storico di San Petronio è allestito all'interno della basilica. In esso sono contenuti tutti i documenti relativi all'amministrazione della fabbrica fin dalla sua ideazione. Nel corso dei secoli i documenti sono stati via via ordinati e classificati e consta di 724 pezzi fra volumi, buste e mazzi. Le serie principali sono quelle degli statuti, regolamenti, atti e delibere dei fabbricieri seguiti dai documenti riguardanti le fonti di introito (come la decima sui legati pii). Particolarmente ricco è anche il materiale relativo alla contabilità generale che vanno quasi ininterrottamente dal 1421 al 1810 affiancati dai "quaderni di cassa" tra il 1439 e il 1938, i libri mastri dal 1429 al 1935 e i libri dei creditori e debitori dal 1415 al 1921.

## Dimensioni
| Lunghezza: 132 m                         |
| Altezza delle volte: 44,27 m             |
| Altezza della facciata: 51 m             |
| Larghezza totale esterna: 60 m           |
| Superficie dell'edificio: circa 7.920 m² |

## Curiosità

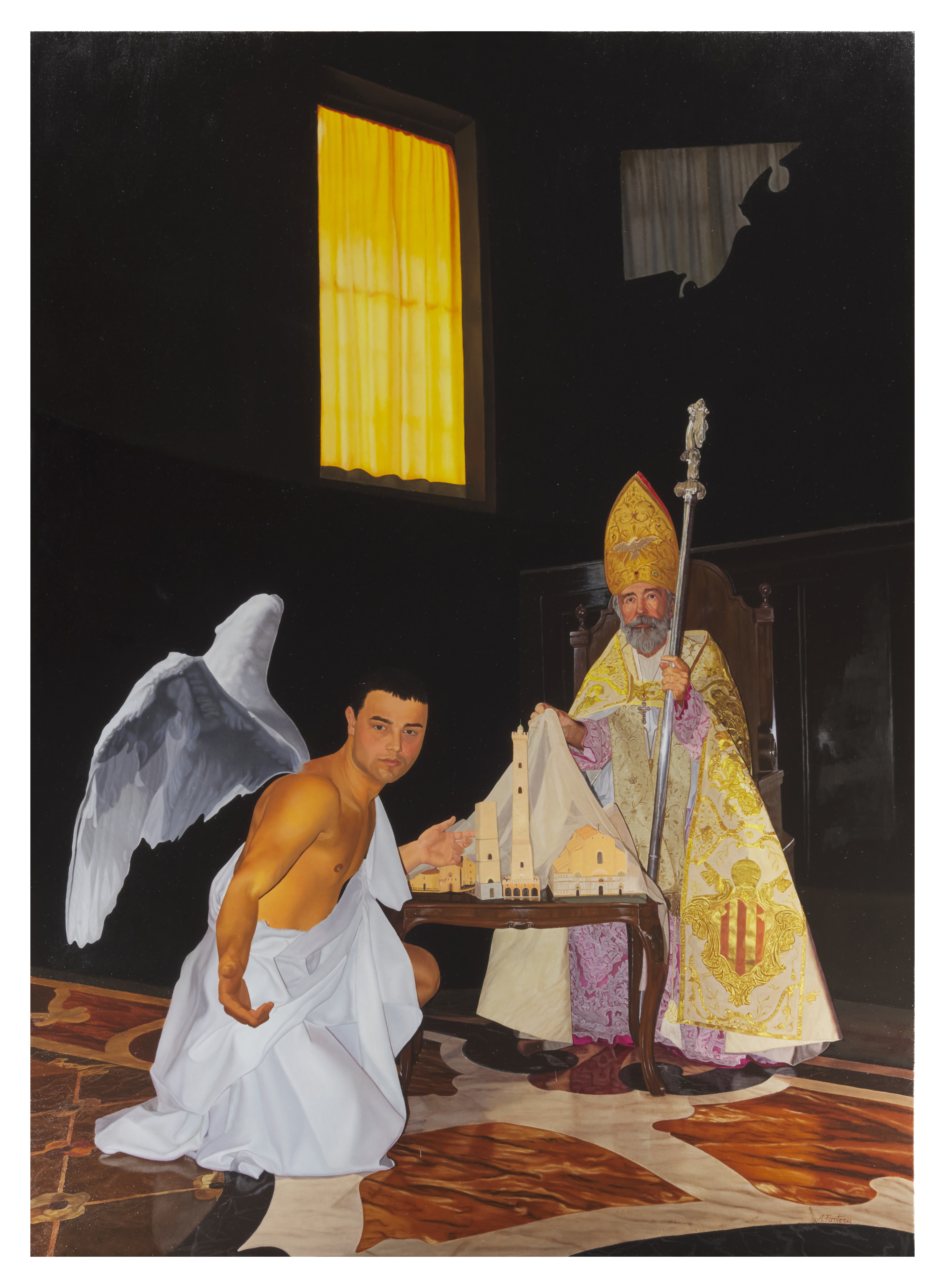
"San Petronio e l'angelo", opera ad olio su tela dell'artista Alessandro Fantera, 2024

In una delle due grandi corti dei calchi (cast courts) nel Victoria and Albert Museum di Londra è presente il calco integrale in scala 1:1 della Porta Magna eseguito nel 1886 da Oronzo Lelli, acquistato poi dal museo inglese. La sezione espositiva sorse per mostrare al grande pubblico impossibilitato a viaggiare all'estero una selezione dei maggiori capolavori dell'arte europea, soprattutto italiana.
Il 4 ottobre 2024, in occasione della festa patronale, è stata esposta, nella cappella di Santa Brigida, l'opera, olio su tela, del pittore Alessandro Fantera, "San Petronio e l'angelo".